# Liga de Campeones de la AFC 2021
La Liga de Campeones de la AFC 2021 fue la 40.ª edición del torneo de fútbol a nivel del clubes más importante de Asia, organizado por la Confederación Asiática de Fútbol (AFC) y la 19.ª edición bajo el formato de Liga de Campeones de la AFC.
El torneo comenzó con la fase preliminar que se realizó entre el 7 y 14 de abril, la fase de grupos comenzó el 14 de abril y culminó con la final el 23 de noviembre.
El campeón clasificó automáticamente a la Liga de Campeones de la AFC 2022, entrando a la ronda de play-offs, y a la Copa Mundial de Clubes de la FIFA 2021 como representante asiático.

## Asignación geográfica de equipos por asociación
El Comité de Competiciones de la AFC propuso una renovación de las competiciones de clubes de la AFC el 25 de enero de 2014, que fue ratificado por el comité ejecutivo de la AFC el 16 de abril de 2014. Las 46 asociaciones miembro (excluyendo a la asociación miembro Islas Marianas del Norte) se clasifican en función del rendimiento de su selección nacional y clubes en los últimos cuatro años en competiciones de la AFC, con la asignación de cupos para las ediciones 2017 y 2018 de las competiciones de clubes de la AFC determinados por el ranking del 2016 (Manual de Ingreso Artículo 2.2):
- Las Asociaciones miembro son divididas en 2 zonasː
  - Zona Oeste (25 asociaciones): Oeste (WAFF) (12 asociaciones), Centro (CAFA) (6 asociaciones), Sur (SAFF) (7 asociaciones).
  - Zona Este (21 asociaciones): Sudeste (AFF) (12 asociaciones), Este (EAFF) (9 asociaciones).
- Cada zona tiene 4 grupos con 12 cupos directos y 4 provenientes de las fases clasificatorias.
- El Top 12 de cada zona según los rankings de la AFC es elegible para ingresar a la Liga de Campeones de la AFC, siempre que cumplan con los criterios de ésta.
- El Top 6 de cada zona posee cupos directos y las otras 6 asociaciones solo cupos a las fases clasificatorias

El Top 6 de cada zona obtiene al menos un cupo directo en la fase de grupos, mientras que las asociaciones restantes solo obtienen cupos de play-off (así como cupos de la fase de grupos de la Copa AFC):
- - Las Asociaciones Miembro 1 y 2 del ranking de cada zona reciben 3 cupos a fase de grupos y 1 a Play-off.
  - Las Asociaciones Miembro 3 y 4 del ranking de cada zona reciben 2 cupos a fase de grupos y 2 a Play-off.
  - La Asociación Miembro 5 del ranking de cada zona recibe 1 cupo a fase de grupos y 2 a Play-off.
  - La Asociación Miembro 6 del ranking de cada zona recibe 1 cupo a fase de grupos y 1 a Play-off.
  - Las Asociaciones Miembros 7 a 10 de cada zona recibe 1 cupo a fase de grupos.
  - Las Asociaciones Miembros 11 y 12 del ranking de cada zona reciben 1 cupo a Play-off.
- El número máximo de cupos para cada asociación es un tercio del total de equipos elegibles en la primera división.
- Si una asociación desiste de sus cupos directos, estos se redistribuyen a la asociación elegible más alta, con cada asociación limitada a un máximo de tres cupos directos.
- Si una asociación desiste de sus cupos en las Fases Clasificatorias, estos se anulan y no se redistribuyen a ninguna otra asociación.

Para la Liga de Campeones de la AFC 2020, las asociaciones tienen cupos asignados según el ranking de asociaciones publicado el 30 de noviembre de 2018, que tiene en cuenta su actuación en la Liga de Campeones de la AFC y la Copa AFC, así como en la Clasificación mundial de la FIFA de su equipo nacional, durante el período comprendido entre 2013 y 2016.
| Participación en la Liga de Campeones de la AFC 2021 | Participación en la Liga de Campeones de la AFC 2021 |
| ---------------------------------------------------- | ---------------------------------------------------- |
|                                                      | Participante                                         |
|                                                      | No participante                                      |

| Fase de grupos | Play-off |                        |        |    |   |
| Fase de grupos | Play-off | Región                 | AFC    |    |   |
| 1              | 2        | Catar                  | 97.644 | 3  | 1 |
| 2              | 4        | Arabia Saudita         | 88.449 | 3  | 1 |
| 3              | 6        | Irán                   | 81.724 | 3  | 1 |
| 4              | 7        | Emiratos Árabes Unidos | 61.870 | 2  | 2 |
| 5              | 9        | Irak                   | 48.992 | 1  | 2 |
| 6              | 10       | Uzbekistán             | 45.562 | 1  | 1 |
| 7              | 12       | Jordania               | 33.852 | 1  | 0 |
| 8              | 15       | India                  | 29.576 | 1  | 0 |
| 9              | 17       | Tayikistán             | 28.361 | 1  | 0 |
| 10             | 20       | Turkmenistán           | 26.532 | 0  | 0 |
| 11             | 21       | Líbano                 | 24.746 | 0  | 0 |
| 12             | 22       | Siria                  | 22.505 | 0  | 0 |
| Total          | Total    | Total                  | Total  | 16 |   |
| Total          | Total    | Total                  | Total  | 16 | 8 |
| Total          | Total    | Total                  | Total  | 24 |   |

| Fase de grupos | Play-off |                 |         |    |   |
| Fase de grupos | Play-off | Región          | AFC     |    |   |
| 1              | 1        | China           | 100.000 | 2  | 1 |
| 2              | 3        | Japón           | 93.321  | 4  | 0 |
| 3              | 5        | Corea del Sur   | 85.979  | 4  | 0 |
| 4              | 8        | Tailandia       | 51.189  | 4  | 0 |
| 5              | 11       | Australia       | 40.896  | 0  | 0 |
| 6              | 13       | Filipinas       | 32.130  | 1  | 1 |
| 7              | 14       | Corea del Norte | 30.100  | 0  | 0 |
| 8              | 16       | Vietnam         | 28.571  | 1  | 0 |
| 9              | 18       | Malasia         | 26.960  | 1  | 0 |
| 10             | 19       | Singapur        | 26.607  | 1  | 0 |
| 11             | 23       | Hong Kong       | 19.945  | 1  | 0 |
| 12             | 24       | Birmania        | 12.756  | 0  | 0 |
| Total          | Total    | Total           | Total   | 19 |   |
| Total          | Total    | Total           | Total   | 19 | 2 |
| Total          | Total    | Total           | Total   | 21 |   |

## Equipos participantes
En la siguiente tabla, el número de torneos disputados (T.D) y última aparición (U.A), cuentan solo aquellas participaciones desde la temporada 2002-03 (incluyendo rondas de clasificación), cuando la competencia inicio el formato de Liga de Campeones de la AFC.
| Club              | Método de clasificación | T.D. (UA) |
| ----------------- | --- | --------- |
| Al-Duhail         | Campeón de la Stars League de Catar 2019-20                                                                                | 10 (2020) |
| Al-Sadd           | Campeón Copa del Emir de Catar 2020 Tercero de la Stars League de Catar 2019-20                                            | 16 (2020) |
| Al-Rayyan         | Subcampeón de la Stars League de Catar 2019-20                                                                             | 11 (2020) |
| Al-Hilal Saudí    | Campeón de la Liga Profesional Saudí 2019-20                                                                               | 17 (2020) |
| Al-Nassr          | Subcampeón de la Liga Profesional Saudí 2019-20                                                                            | 6 (2020)  |
| Al-Ahli Saudí     | Tercero de la Liga Profesional Saudí 2019-20                                                                               | 13 (2020) |
| Persépolis        | Campeón de la Iran Pro League 2019-20                                                                                      | 10 (2020) |
| Tractor Sazi      | Campeón de la Copa Hazfi 2019-20                                                                                           | 6 (2018)  |
| Esteghlal Tehran  | Subcampeón de la Iran Pro League 2019-20                                                                                   | 12 (2020) |
| Sarja             | Campeón de la Liga Árabe del Golfo (EAU) 2018-19                                                                           | 4 (2020)  |
| Shabab Al-Ahli    | Subcampeón de la Liga Árabe del Golfo (EAU) 2018-19 Campeón de la Copa Presidente de Emiratos Árabes Unidos 2018-19        | 9 (2020)  |
| Al-Shorta         | Campeón de la Liga Premier de Irak 2018-19                                                                                 | 5 (2020)  |
| Pajtakor Tashkent | Campeón de la Super Liga de Uzbekistán 2019-20                                                                             | 17 (2020) |
| Al-Wehdat         | Campeón de la Liga Premier de Jordania 2019-20 o mejor ubicado que obtuvo una licencia para la Liga de Campeones de la AFC | 6 (2019)  |
| Goa               | Campeón de la ronda regular de la Superliga de India 2019-20                                                               | 1         |
| Istiklol          | Campeón de la Liga de Fútbol de Tayikistán 2020                                                                            | 3 (2020)  |

| Club              | Método de clasificación                          | TD. (UA)  |
| ----------------- | ------------------------------------------------ | --------- |
| Al-Gharafa        | Cuarto de la Stars League de Catar 2019-20       | 16 (2020) |
| Al-Wehda Club     | Cuarto de la Liga Profesional Saudí 2019-20      | 1         |
| Foolad            | Tercero de la Iran Pro League 2019-20            | 4 (2015)  |
| Al-Wahda          | Tercero de la Liga Árabe del Golfo (EAU) 2018-19 | 16 (2020) |
| Al-Ain            | Cuarto de la Liga Árabe del Golfo (EAU) 2018-19  | 12 (2020) |
| Al-Zawraa         | Campeón de la Copa de Irak 2018-19               | 6 (2020)  |
| Al Quwa Al Jawiya | Subcampeón de la Liga Premier de Irak 2018-19    | 5 (2019)  |
| AGMK              | Campeón de la Copa de Uzbekistán 2020            | 2 (2019)  |

| Club                   | Método de clasificación                                                             | TD. (UA)  |
| ---------------------- | ----------------------------------------------------------------------------------- | --------- |
| Guangzhou Evergrande   | Subcampeón de la Superliga de China 2020                                            | 10 (2020) |
| Beijing Guoan          | Tercero de la Superliga de China 2020                                               | 10 (2020) |
| Kawasaki Frontale      | Campeón de la J1 League 2020 Campeón de la Copa del Emperador 2020                  | 8 (2019)  |
| Gamba Osaka            | Subcampeón de la J1 League 2020                                                     | 10 (2017) |
| Nagoya Grampus         | Tercero de la J1 League 2020                                                        | 4 (2012)  |
| Cerezo Osaka           | Cuarto de la J1 League 2020                                                         | 3 (2018)  |
| Jeonbuk Hyundai Motors | Campeón de la K League 1 2020 Campeón de la Copa de Corea del Sur 2020              | 14 (2020) |
| Ulsan Hyundai          | Subcampeón de la K League 1 2020                                                    | 9 (2020)  |
| Pohang Steelers        | Tercero de la K League 1 2020                                                       | 8 (2016)  |
| Daegu                  | Quinto de la K League 1 2020                                                        | 2 (2019)  |
| BG Pathum United       | Primero de la Liga de Tailandia 2020-21 después de la primera mitad de la temporada | 2 (2015)  |
| Port                   | Segundo de la Liga de Tailandia 2020-21 después de la primera mitad de la temporada | 2 (2020)  |
| Chiangrai United       | Tercero de la Liga de Tailandia 2020-21 después de la primera mitad de la temporada | 4 (2020)  |
| Ratchaburi             | Cuarto de la Liga de Tailandia 2020-21 después de la primera mitad de la temporada  | 1         |
| United City            | Campeón de la Philippines Football League 2020                                      | 4 (2020)  |
| Viettel                | Campeón de la V.League 1 2020                                                       | 1         |
| Johor Darul Takzim     | Campeón de la Superliga de Malasia 2020                                             | 7 (2020)  |
| Tampines Rovers        | Subcampeón de la Liga Premier de Singapur 2020                                      | 6 (2020)  |
| Kitchee                | Campeón de la Liga Premier de Hong Kong 2019-20                                     | 6 (2019)  |

| Club          | Método de clasificación                           | TD. (UA) |
| ------------- | ------------------------------------------------- | -------- |
| Shanghái Port | Cuarto de la Superliga de China 2020              | 6 (2020) |
| Kaya          | Subcampeón de la Philippines Football League 2020 | 1        |

## Calendario
El calendario de la competencia fue el siguiente: Estuvo sujeto a cambios debido a la pandemia de COVID-19 y fue aprobado por los diferentes Comités de la AFC, después de más discusiones con todas las partes interesadas.
- O: Zona Oeste
- E: Zona Este

| Fase              | Ronda             | Fecha de sorteo  | Partido de ida                                       | Partido de vuelta                                    |
| ----------------- | ----------------- | ---------------- | ---------------------------------------------------- | ---------------------------------------------------- |
| Fase de play-off  | Ronda de play-off | No hubo          | 7 de abril (O) 19 de junio (E)                       | 7 de abril (O) 19 de junio (E)                       |
| Fase de grupos    | Jornada 1         | 27 de enero      | 14 al 30 de abril (O) 22 de junio al 11 de julio (E) | 14 al 30 de abril (O) 22 de junio al 11 de julio (E) |
| Fase de grupos    | Jornada 2         | 27 de enero      | 14 al 30 de abril (O) 22 de junio al 11 de julio (E) | 14 al 30 de abril (O) 22 de junio al 11 de julio (E) |
| Fase de grupos    | Jornada 3         | 27 de enero      | 14 al 30 de abril (O) 22 de junio al 11 de julio (E) | 14 al 30 de abril (O) 22 de junio al 11 de julio (E) |
| Fase de grupos    | Jornada 4         | 27 de enero      | 14 al 30 de abril (O) 22 de junio al 11 de julio (E) | 14 al 30 de abril (O) 22 de junio al 11 de julio (E) |
| Fase de grupos    | Jornada 5         | 27 de enero      | 14 al 30 de abril (O) 22 de junio al 11 de julio (E) | 14 al 30 de abril (O) 22 de junio al 11 de julio (E) |
| Fase de grupos    | Jornada 6         | 27 de enero      | 14 al 30 de abril (O) 22 de junio al 11 de julio (E) | 14 al 30 de abril (O) 22 de junio al 11 de julio (E) |
| Fase eliminatoria | Octavos de final  | 27 de enero      | 13–14 de septiembre (O) 14–15 de septiembre (E)      | 13–14 de septiembre (O) 14–15 de septiembre (E)      |
| Fase eliminatoria | Cuartos de final  | 17 de septiembre | 16 de octubre (O) 17 de octubre (E)                  | 16 de octubre (O) 17 de octubre (E)                  |
| Fase eliminatoria | Semifinales       | 17 de septiembre | 19 de octubre (O) 20 de octubre (E)                  | 19 de octubre (O) 20 de octubre (E)                  |
| Fase eliminatoria | Final             | 17 de septiembre | 23 de noviembre                                      | 23 de noviembre                                      |

## Fase clasificatoria
En la fase clasificatoria, cada eliminatoria se jugó como un partido único. Prórroga y tanda de penaltis se utilizaba para decidir el ganador si era necesario.
El cuadro de la fase clasificatoria para cada región se determinó en función de la clasificación de la asociación de cada equipo, con el equipo de la asociación de mayor clasificación como anfitrión del partido. Los equipos de la misma asociación no se podían colocar en la misma eliminatoria. Los cinco ganadores de la ronda de play-off (cuatro de la Región Oeste y uno en la Región Este) avanzaron a la fase de grupos para completar a los 32 participantes directos.

### Ronda de playoff
- Un total de 10 equipos jugaron en la ronda de playoff: todos los equipos entraron en esta ronda.
- Partidos en abril de 2021 para la región oeste y en junio de 2021 para la región este.
| Equipo 1   | Resultado    | Equipo 2          |
| ---------- | ------------ | ----------------- |
| Al-Gharafa | 0–1 (t. s.)  | AGMK              |
| Al-Wehda   | 1–1 (2–3 p.) | Al Quwa Al Jawiya |
| Foolad     | 4–0          | Al-Ain            |
| Al-Wahda   | 2–1          | Al-Zawraa         |

| Equipo 1      | Resultado | Equipo 2 |
| ------------- | --------- | -------- |
| Shanghái Port | 0–1       | Kaya     |

## Fase de grupos
El sorteo de la fase de grupos se celebró el 27 de enero de 2021 a las 16:30 MYT (UTC+8), en la sede de la AFC en Kuala Lumpur, Malasia. Los 40 equipos se dividieron en diez grupos de cuatro: cinco grupos cada uno en la Zona Oeste (Grupos A-E) y la Zona Este (Grupos F-J). Los equipos de una misma asociación no se podían incluir en el mismo grupo. Los equipos se asignaron en bombos y se colocaron en las posiciones relevantes dentro de cada grupo en consideración al equilibrio técnico entre los grupos. El 11 de marzo de 2021, la AFC confirmó las sedes centralizadas para la fase de grupos de la Zona Oeste y tres grupos de la Zona Este, para los grupos H e I las sedes se decidieron en una fecha posterior.
Criterios de desempate
Los equipos se clasificaron por puntos (3 puntos por una victoria, un punto por un empate, 0 puntos por una derrota). En caso de empate a puntos, los desempates se aplicaron en el siguiente orden (Artículo 8.3 del reglamento):
1. Puntos en partidos cara a cara entre equipos empatados;
2. Diferencia de goles en partidos cara a cara entre equipos empatados;
3. Goles anotados en partidos cara a cara entre equipos empatados;
4. Goles de visitante anotados en partidos cara a cara entre equipos empatados; (No se aplicó ya que los partidos se jugaron en una sede centralizada o neutral).
5. Si más de dos equipos estaban empatados, y después de aplicar todos los criterios de cara a cara anteriores, si un subconjunto de equipos todavía estaba empatado, todos los criterios de cara a cara anteriores se volvieron a aplicar exclusivamente a este subconjunto de equipos;
6. Diferencia de goles en todos los partidos de grupo;
7. Goles anotados en todos los partidos del grupo;
8. Tanda de penaltis si solamente dos equipos que se enfrentaban en la última fecha del grupo estuvieran empatados;
9. Puntos disciplinarios (tarjeta amarilla = 1 punto, tarjeta roja como resultado de dos tarjetas amarillas = 3 puntos, tarjeta roja directa = 3 puntos, tarjeta amarilla seguida de tarjeta roja directa = 4 puntos);
10. Ranking AFC de la asociación.

### Grupo A
| Pos. | Equipo         | Pts. | PJ | G | E | P | GF | GC | Dif. | Clasificación    |     | IST | ALH | SHA | AGM |
| ---- | -------------- | ---- | -- | - | - | - | -- | -- | ---- | ---------------- | --- | --- | --- | --- | --- |
| 1    | Istiklol       | 10   | 6  | 3 | 1 | 2 | 10 | 8  | +2   | Octavos de final |     | —   | 4–1 | 0–0 | 1–2 |
| 2    | Al-Hilal Saudí | 10   | 6  | 3 | 1 | 2 | 11 | 9  | +2   | Octavos de final |     | 3–1 | —   | 0–2 | 2–2 |
| 3    | Shabab Al-Ahli | 7    | 6  | 2 | 1 | 3 | 6  | 6  | 0    |                  |     | 0–1 | 0–2 | —   | 3–1 |
| 4    | AGMK           | 7    | 6  | 2 | 1 | 3 | 9  | 13 | −4   |                  | 2–3 | 0–3 | 2–1 | —   |     |

 Fuente: AFC
Notas:
1. 1 2  Puntos partidos directos: Istiklol 3, Al-Hilal Saudí 3. Diferencia de goles en partidos directos: Istiklol +1, Al-Hilal Saudí −1.
2. 1 2  Puntos partidos directos: Shabab Al-Ahli 3, AGMK 3. Diferencia de goles en partidos directos: Shabab Al-Ahli +1, AGMK −1.

| \| Fecha \| Estadio (Ciudad) \| Local \| Resultado \| Visitante \| \| ------------------- \| ----------------------------------------------- \| -------------- \| --------- \| -------------- \| \| 15 de abril de 2021 \| Príncipe Faisal bin Fahd (Riad, Arabia Saudita) \| Al-Hilal Saudí \| 2 – 2 \| AGMK \| \| 15 de abril de 2021 \| Rey Fahd (Riad, Arabia Saudita) \| Istiklol \| 0 – 0 \| Shabab Al-Ahli \| \| 18 de abril de 2021 \| Rey Fahd (Riad, Arabia Saudita) \| AGMK \| 2 – 3 \| Istiklol \| \| 18 de abril de 2021 \| Príncipe Faisal bin Fahd (Riad, Arabia Saudita) \| Shabab Al-Ahli \| 0 – 2 \| Al-Hilal Saudí \| \| 21 de abril de 2021 \| Rey Fahd (Riad, Arabia Saudita) \| AGMK \| 2 – 1 \| Shabab Al-Ahli \| \| 21 de abril de 2021 \| Príncipe Faisal bin Fahd (Riad, Arabia Saudita) \| Al-Hilal Saudí \| 3 – 1 \| Istiklol \| \| 24 de abril de 2021 \| Rey Fahd (Riad, Arabia Saudita) \| Shabab Al-Ahli \| 3 – 1 \| AGMK \| \| 24 de abril de 2021 \| Príncipe Faisal bin Fahd (Riad, Arabia Saudita) \| Istiklol \| 4 – 1 \| Al-Hilal Saudí \| \| 27 de abril de 2021 \| Príncipe Faisal bin Fahd (Riad, Arabia Saudita) \| AGMK \| 0 – 3 \| Al-Hilal Saudí \| \| 27 de abril de 2021 \| Rey Fahd (Riad, Arabia Saudita) \| Shabab Al-Ahli \| 0 – 1 \| Istiklol \| \| 30 de abril de 2021 \| Príncipe Faisal bin Fahd (Riad, Arabia Saudita) \| Al-Hilal Saudí \| 0 – 2 \| Shabab Al-Ahli \| \| 30 de abril de 2021 \| Rey Fahd (Riad, Arabia Saudita) \| Istiklol \| 1 – 2 \| AGMK \| |                                                 |                |           |                |
| Fecha | Estadio (Ciudad)                                | Local          | Resultado | Visitante      |
| 15 de abril de 2021 | Príncipe Faisal bin Fahd (Riad, Arabia Saudita) | Al-Hilal Saudí | 2 – 2     | AGMK           |
| 15 de abril de 2021 | Rey Fahd (Riad, Arabia Saudita)                 | Istiklol       | 0 – 0     | Shabab Al-Ahli |
| 18 de abril de 2021 | Rey Fahd (Riad, Arabia Saudita)                 | AGMK           | 2 – 3     | Istiklol       |
| 18 de abril de 2021 | Príncipe Faisal bin Fahd (Riad, Arabia Saudita) | Shabab Al-Ahli | 0 – 2     | Al-Hilal Saudí |
| 21 de abril de 2021 | Rey Fahd (Riad, Arabia Saudita)                 | AGMK           | 2 – 1     | Shabab Al-Ahli |
| 21 de abril de 2021 | Príncipe Faisal bin Fahd (Riad, Arabia Saudita) | Al-Hilal Saudí | 3 – 1     | Istiklol       |
| 24 de abril de 2021 | Rey Fahd (Riad, Arabia Saudita)                 | Shabab Al-Ahli | 3 – 1     | AGMK           |
| 24 de abril de 2021 | Príncipe Faisal bin Fahd (Riad, Arabia Saudita) | Istiklol       | 4 – 1     | Al-Hilal Saudí |
| 27 de abril de 2021 | Príncipe Faisal bin Fahd (Riad, Arabia Saudita) | AGMK           | 0 – 3     | Al-Hilal Saudí |
| 27 de abril de 2021 | Rey Fahd (Riad, Arabia Saudita)                 | Shabab Al-Ahli | 0 – 1     | Istiklol       |
| 30 de abril de 2021 | Príncipe Faisal bin Fahd (Riad, Arabia Saudita) | Al-Hilal Saudí | 0 – 2     | Shabab Al-Ahli |
| 30 de abril de 2021 | Rey Fahd (Riad, Arabia Saudita)                 | Istiklol       | 1 – 2     | AGMK           |

### Grupo B
| Pos. | Equipo            | Pts. | PJ | G | E | P | GF | GC | Dif. | Clasificación    |     | SAR | TRA | PAK | AQJ |
| ---- | ----------------- | ---- | -- | - | - | - | -- | -- | ---- | ---------------- | --- | --- | --- | --- | --- |
| 1    | Sarja             | 11   | 6  | 3 | 2 | 1 | 9  | 6  | +3   | Octavos de final |     | —   | 0–2 | 4–1 | 1–0 |
| 2    | Tractor Sazi      | 10   | 6  | 2 | 4 | 0 | 6  | 3  | +3   | Octavos de final |     | 0–0 | —   | 0–0 | 1–0 |
| 3    | Pajtakor Taskent  | 7    | 6  | 1 | 4 | 1 | 6  | 8  | −2   |                  |     | 1–1 | 3–3 | —   | 1–0 |
| 4    | Al Quwa Al Jawiya | 2    | 6  | 0 | 2 | 4 | 2  | 6  | −4   |                  | 2–3 | 0–0 | 0–0 | —   |     |

 Fuente: AFC
| \| Fecha \| Estadio (Ciudad) \| Local \| Resultado \| Visitante \| \| ------------------- \| ------------------------------------------------- \| ----------------- \| --------- \| ----------------- \| \| 14 de abril de 2021 \| Estadio Sharjah (Sharjah, Emiratos Árabes Unidos) \| Pajtakor Taskent \| 3 – 3 \| Tractor Sazi \| \| 14 de abril de 2021 \| Estadio Sharjah (Sharjah, Emiratos Árabes Unidos) \| Sarja \| 1 – 0 \| Al Quwa Al Jawiya \| \| 17 de abril de 2021 \| Estadio Sharjah (Sharjah, Emiratos Árabes Unidos) \| Al Quwa Al Jawiya \| 0 – 0 \| Pajtakor Taskent \| \| 17 de abril de 2021 \| Estadio Sharjah (Sharjah, Emiratos Árabes Unidos) \| Tractor Sazi \| 0 – 0 \| Sarja \| \| 20 de abril de 2021 \| Estadio Sharjah (Sharjah, Emiratos Árabes Unidos) \| Al Quwa Al Jawiya \| 0 – 0 \| Tractor Sazi \| \| 20 de abril de 2021 \| Estadio Sharjah (Sharjah, Emiratos Árabes Unidos) \| Sarja \| 4 – 1 \| Pajtakor Taskent \| \| 23 de abril de 2021 \| Estadio Sharjah (Sharjah, Emiratos Árabes Unidos) \| Tractor Sazi \| 1 – 0 \| Al Quwa Al Jawiya \| \| 23 de abril de 2021 \| Estadio Sharjah (Sharjah, Emiratos Árabes Unidos) \| Pajtakor Taskent \| 1 – 1 \| Sarja \| \| 26 de abril de 2021 \| Estadio Sharjah (Sharjah, Emiratos Árabes Unidos) \| Al Quwa Al Jawiya \| 2 – 3 \| Sarja \| \| 26 de abril de 2021 \| Estadio Sharjah (Sharjah, Emiratos Árabes Unidos) \| Tractor Sazi \| 0 – 0 \| Pajtakor Taskent \| \| 29 de abril de 2021 \| Estadio Sharjah (Sharjah, Emiratos Árabes Unidos) \| Sarja \| 0 – 2 \| Tractor Sazi \| \| 29 de abril de 2021 \| Estadio Sharjah (Sharjah, Emiratos Árabes Unidos) \| Pajtakor Taskent \| 1 – 0 \| Al Quwa Al Jawiya \| |                                                   |                   |           |                   |
| Fecha | Estadio (Ciudad)                                  | Local             | Resultado | Visitante         |
| 14 de abril de 2021 | Estadio Sharjah (Sharjah, Emiratos Árabes Unidos) | Pajtakor Taskent  | 3 – 3     | Tractor Sazi      |
| 14 de abril de 2021 | Estadio Sharjah (Sharjah, Emiratos Árabes Unidos) | Sarja             | 1 – 0     | Al Quwa Al Jawiya |
| 17 de abril de 2021 | Estadio Sharjah (Sharjah, Emiratos Árabes Unidos) | Al Quwa Al Jawiya | 0 – 0     | Pajtakor Taskent  |
| 17 de abril de 2021 | Estadio Sharjah (Sharjah, Emiratos Árabes Unidos) | Tractor Sazi      | 0 – 0     | Sarja             |
| 20 de abril de 2021 | Estadio Sharjah (Sharjah, Emiratos Árabes Unidos) | Al Quwa Al Jawiya | 0 – 0     | Tractor Sazi      |
| 20 de abril de 2021 | Estadio Sharjah (Sharjah, Emiratos Árabes Unidos) | Sarja             | 4 – 1     | Pajtakor Taskent  |
| 23 de abril de 2021 | Estadio Sharjah (Sharjah, Emiratos Árabes Unidos) | Tractor Sazi      | 1 – 0     | Al Quwa Al Jawiya |
| 23 de abril de 2021 | Estadio Sharjah (Sharjah, Emiratos Árabes Unidos) | Pajtakor Taskent  | 1 – 1     | Sarja             |
| 26 de abril de 2021 | Estadio Sharjah (Sharjah, Emiratos Árabes Unidos) | Al Quwa Al Jawiya | 2 – 3     | Sarja             |
| 26 de abril de 2021 | Estadio Sharjah (Sharjah, Emiratos Árabes Unidos) | Tractor Sazi      | 0 – 0     | Pajtakor Taskent  |
| 29 de abril de 2021 | Estadio Sharjah (Sharjah, Emiratos Árabes Unidos) | Sarja             | 0 – 2     | Tractor Sazi      |
| 29 de abril de 2021 | Estadio Sharjah (Sharjah, Emiratos Árabes Unidos) | Pajtakor Taskent  | 1 – 0     | Al Quwa Al Jawiya |

### Grupo C
| Pos. | Equipo          | Pts. | PJ | G | E | P | GF | GC | Dif. | Clasificación    |     | EST | DUH | ALA | ALS |
| ---- | --------------- | ---- | -- | - | - | - | -- | -- | ---- | ---------------- | --- | --- | --- | --- | --- |
| 1    | Esteghlal Terán | 11   | 6  | 3 | 2 | 1 | 14 | 8  | +6   | Octavos de final |     | —   | 2–2 | 5–2 | 1–0 |
| 2    | Al-Duhail       | 9    | 6  | 2 | 3 | 1 | 11 | 9  | +2   |                  |     | 4–3 | —   | 1–1 | 2–0 |
| 3    | Al-Ahli Saudí   | 9    | 6  | 2 | 3 | 1 | 9  | 8  | +1   |                  | 0–0 | 1–1 | —   | 2–1 |     |
| 4    | Al-Shorta       | 3    | 6  | 1 | 0 | 5 | 3  | 12 | −9   |                  | 0–3 | 2–1 | 0–3 | —   |     |

 Fuente: AFC
| \| Fecha \| Estadio (Ciudad) \| Local \| Resultado \| Visitante \| \| ------------------- \| ------------------------------------------------ \| --------------- \| --------- \| --------------- \| \| 15 de abril de 2021 \| King Abdullah Sports City (Yeda, Arabia Saudita) \| Al-Duhail \| 2 – 0 \| Al-Shorta \| \| 15 de abril de 2021 \| King Abdullah Sports City (Yeda, Arabia Saudita) \| Esteghlal Terán \| 5 – 2 \| Al-Ahli Saudí \| \| 18 de abril de 2021 \| King Abdullah Sports City (Yeda, Arabia Saudita) \| Al-Shorta \| 0 – 3 \| Esteghlal Terán \| \| 18 de abril de 2021 \| King Abdullah Sports City (Yeda, Arabia Saudita) \| Al-Ahli Saudí \| 1 – 1 \| Al-Duhail \| \| 21 de abril de 2021 \| King Abdullah Sports City (Yeda, Arabia Saudita) \| Al-Shorta \| 0 – 3 \| Al-Ahli Saudí \| \| 21 de abril de 2021 \| King Abdullah Sports City (Yeda, Arabia Saudita) \| Al-Duhail \| 4 – 3 \| Esteghlal Terán \| \| 24 de abril de 2021 \| King Abdullah Sports City (Yeda, Arabia Saudita) \| Al-Ahli Saudí \| 2 – 1 \| Al-Shorta \| \| 24 de abril de 2021 \| King Abdullah Sports City (Yeda, Arabia Saudita) \| Esteghlal Terán \| 2 – 2 \| Al-Duhail \| \| 27 de abril de 2021 \| King Abdullah Sports City (Yeda, Arabia Saudita) \| Al-Shorta \| 2 – 1 \| Al-Duhail \| \| 27 de abril de 2021 \| King Abdullah Sports City (Yeda, Arabia Saudita) \| Al-Ahli Saudí \| 0 – 0 \| Esteghlal Terán \| \| 30 de abril de 2021 \| King Abdullah Sports City (Yeda, Arabia Saudita) \| Al-Duhail \| 1 – 1 \| Al-Ahli Saudí \| \| 30 de abril de 2021 \| King Abdullah Sports City (Yeda, Arabia Saudita) \| Esteghlal Terán \| 1 – 0 \| Al-Shorta \| |                                                  |                 |           |                 |
| Fecha | Estadio (Ciudad)                                 | Local           | Resultado | Visitante       |
| 15 de abril de 2021 | King Abdullah Sports City (Yeda, Arabia Saudita) | Al-Duhail       | 2 – 0     | Al-Shorta       |
| 15 de abril de 2021 | King Abdullah Sports City (Yeda, Arabia Saudita) | Esteghlal Terán | 5 – 2     | Al-Ahli Saudí   |
| 18 de abril de 2021 | King Abdullah Sports City (Yeda, Arabia Saudita) | Al-Shorta       | 0 – 3     | Esteghlal Terán |
| 18 de abril de 2021 | King Abdullah Sports City (Yeda, Arabia Saudita) | Al-Ahli Saudí   | 1 – 1     | Al-Duhail       |
| 21 de abril de 2021 | King Abdullah Sports City (Yeda, Arabia Saudita) | Al-Shorta       | 0 – 3     | Al-Ahli Saudí   |
| 21 de abril de 2021 | King Abdullah Sports City (Yeda, Arabia Saudita) | Al-Duhail       | 4 – 3     | Esteghlal Terán |
| 24 de abril de 2021 | King Abdullah Sports City (Yeda, Arabia Saudita) | Al-Ahli Saudí   | 2 – 1     | Al-Shorta       |
| 24 de abril de 2021 | King Abdullah Sports City (Yeda, Arabia Saudita) | Esteghlal Terán | 2 – 2     | Al-Duhail       |
| 27 de abril de 2021 | King Abdullah Sports City (Yeda, Arabia Saudita) | Al-Shorta       | 2 – 1     | Al-Duhail       |
| 27 de abril de 2021 | King Abdullah Sports City (Yeda, Arabia Saudita) | Al-Ahli Saudí   | 0 – 0     | Esteghlal Terán |
| 30 de abril de 2021 | King Abdullah Sports City (Yeda, Arabia Saudita) | Al-Duhail       | 1 – 1     | Al-Ahli Saudí   |
| 30 de abril de 2021 | King Abdullah Sports City (Yeda, Arabia Saudita) | Esteghlal Terán | 1 – 0     | Al-Shorta       |

### Grupo D
| Pos. | Equipo    | Pts. | PJ | G | E | P | GF | GC | Dif. | Clasificación    |     | NAS | ASA | WEH | FOO |
| ---- | --------- | ---- | -- | - | - | - | -- | -- | ---- | ---------------- | --- | --- | --- | --- | --- |
| 1    | Al-Nassr  | 11   | 6  | 3 | 2 | 1 | 9  | 5  | +4   | Octavos de final |     | —   | 3–1 | 1–2 | 2–0 |
| 2    | Al-Sadd   | 10   | 6  | 3 | 1 | 2 | 9  | 7  | +2   |                  |     | 1–2 | —   | 3–1 | 1–1 |
| 3    | Al-Wehdat | 7    | 6  | 2 | 1 | 3 | 4  | 7  | −3   |                  | 0–0 | 0–2 | —   | 1–0 |     |
| 4    | Foolad    | 5    | 6  | 1 | 2 | 3 | 3  | 6  | −3   |                  | 1–1 | 0–1 | 1–0 | —   |     |

 Fuente: AFC
| \| Fecha \| Estadio (Ciudad) \| Local \| Resultado \| Visitante \| \| ------------------- \| ------------------------------------------- \| --------- \| --------- \| --------- \| \| 14 de abril de 2021 \| Rey Fahd (Riad, Arabia Saudita) \| Al-Sadd \| 1 – 1 \| Foolad \| \| 14 de abril de 2021 \| Universidad Rey Saúd (Riad, Arabia Saudita) \| Al-Wehdat \| 0 – 0 \| Al-Nassr \| \| 17 de abril de 2021 \| Rey Fahd (Riad, Arabia Saudita) \| Foolad \| 1 – 0 \| Al-Wehdat \| \| 17 de abril de 2021 \| Universidad Rey Saúd (Riad, Arabia Saudita) \| Al-Nassr \| 3 – 1 \| Al-Sadd \| \| 20 de abril de 2021 \| Universidad Rey Saúd (Riad, Arabia Saudita) \| Foolad \| 1 – 1 \| Al-Nassr \| \| 20 de abril de 2021 \| Rey Fahd (Riad, Arabia Saudita) \| Al-Sadd \| 3 – 1 \| Al-Wehdat \| \| 23 de abril de 2021 \| Universidad Rey Saúd (Riad, Arabia Saudita) \| Al-Nassr \| 2 – 0 \| Foolad \| \| 23 de abril de 2021 \| Rey Fahd (Riad, Arabia Saudita) \| Al-Wehdat \| 0 – 2 \| Al-Sadd \| \| 26 de abril de 2021 \| Rey Fahd (Riad, Arabia Saudita) \| Foolad \| 0 – 1 \| Al-Sadd \| \| 26 de abril de 2021 \| Universidad Rey Saúd (Riad, Arabia Saudita) \| Al-Nassr \| 1 – 2 \| Al-Wehdat \| \| 29 de abril de 2021 \| Universidad Rey Saúd (Riad, Arabia Saudita) \| Al-Sadd \| 1 – 2 \| Al-Nassr \| \| 29 de abril de 2021 \| Rey Fahd (Riad, Arabia Saudita) \| Al-Wehdat \| 1 – 0 \| Foolad \| |                                             |           |           |           |
| Fecha | Estadio (Ciudad)                            | Local     | Resultado | Visitante |
| 14 de abril de 2021 | Rey Fahd (Riad, Arabia Saudita)             | Al-Sadd   | 1 – 1     | Foolad    |
| 14 de abril de 2021 | Universidad Rey Saúd (Riad, Arabia Saudita) | Al-Wehdat | 0 – 0     | Al-Nassr  |
| 17 de abril de 2021 | Rey Fahd (Riad, Arabia Saudita)             | Foolad    | 1 – 0     | Al-Wehdat |
| 17 de abril de 2021 | Universidad Rey Saúd (Riad, Arabia Saudita) | Al-Nassr  | 3 – 1     | Al-Sadd   |
| 20 de abril de 2021 | Universidad Rey Saúd (Riad, Arabia Saudita) | Foolad    | 1 – 1     | Al-Nassr  |
| 20 de abril de 2021 | Rey Fahd (Riad, Arabia Saudita)             | Al-Sadd   | 3 – 1     | Al-Wehdat |
| 23 de abril de 2021 | Universidad Rey Saúd (Riad, Arabia Saudita) | Al-Nassr  | 2 – 0     | Foolad    |
| 23 de abril de 2021 | Rey Fahd (Riad, Arabia Saudita)             | Al-Wehdat | 0 – 2     | Al-Sadd   |
| 26 de abril de 2021 | Rey Fahd (Riad, Arabia Saudita)             | Foolad    | 0 – 1     | Al-Sadd   |
| 26 de abril de 2021 | Universidad Rey Saúd (Riad, Arabia Saudita) | Al-Nassr  | 1 – 2     | Al-Wehdat |
| 29 de abril de 2021 | Universidad Rey Saúd (Riad, Arabia Saudita) | Al-Sadd   | 1 – 2     | Al-Nassr  |
| 29 de abril de 2021 | Rey Fahd (Riad, Arabia Saudita)             | Al-Wehdat | 1 – 0     | Foolad    |

### Grupo E
| Pos. | Equipo     | Pts. | PJ | G | E | P | GF | GC | Dif. | Clasificación    |     | PER | WAH | GOA | RAY |
| ---- | ---------- | ---- | -- | - | - | - | -- | -- | ---- | ---------------- | --- | --- | --- | --- | --- |
| 1    | Persépolis | 15   | 6  | 5 | 0 | 1 | 14 | 5  | +9   | Octavos de final |     | —   | 1–0 | 2–1 | 4–2 |
| 2    | Al-Wahda   | 13   | 6  | 4 | 1 | 1 | 7  | 3  | +4   | Octavos de final |     | 1–0 | —   | 0–0 | 3–2 |
| 3    | Goa        | 3    | 6  | 0 | 3 | 3 | 2  | 9  | −7   |                  |     | 0–4 | 0–2 | —   | 0–0 |
| 4    | Al-Rayyan  | 2    | 6  | 0 | 2 | 4 | 6  | 12 | −6   |                  | 1–3 | 0–1 | 1–1 | —   |     |

 Fuente: AFC
| \| Fecha \| Estadio (Ciudad) \| Local \| Resultado \| Visitante \| \| ------------------- \| ----------------------- \| ---------- \| --------- \| ---------- \| \| 14 de abril de 2021 \| Fatorda (Margao, India) \| Persépolis \| 1 – 0 \| Al-Wahda \| \| 14 de abril de 2021 \| Fatorda (Margao, India) \| Goa \| 0 – 0 \| Al-Rayyan \| \| 17 de abril de 2021 \| Fatorda (Margao, India) \| Al-Wahda \| 0 – 0 \| Goa \| \| 17 de abril de 2021 \| Fatorda (Margao, India) \| Al-Rayyan \| 1 – 3 \| Persépolis \| \| 20 de abril de 2021 \| Fatorda (Margao, India) \| Al-Wahda \| 3 – 2 \| Al-Rayyan \| \| 20 de abril de 2021 \| Fatorda (Margao, India) \| Persépolis \| 2 – 1 \| Goa \| \| 23 de abril de 2021 \| Fatorda (Margao, India) \| Al-Rayyan \| 0 – 1 \| Al-Wahda \| \| 23 de abril de 2021 \| Fatorda (Margao, India) \| Goa \| 0 – 4 \| Persépolis \| \| 26 de abril de 2021 \| Fatorda (Margao, India) \| Al-Wahda \| 1 – 0 \| Persépolis \| \| 26 de abril de 2021 \| Fatorda (Margao, India) \| Al-Rayyan \| 1 – 1 \| Goa \| \| 29 de abril de 2021 \| Fatorda (Margao, India) \| Persépolis \| 4 – 2 \| Al-Rayyan \| \| 29 de abril de 2021 \| Fatorda (Margao, India) \| Goa \| 0 – 2 \| Al-Wahda \| |                         |            |           |            |
| Fecha | Estadio (Ciudad)        | Local      | Resultado | Visitante  |
| 14 de abril de 2021 | Fatorda (Margao, India) | Persépolis | 1 – 0     | Al-Wahda   |
| 14 de abril de 2021 | Fatorda (Margao, India) | Goa        | 0 – 0     | Al-Rayyan  |
| 17 de abril de 2021 | Fatorda (Margao, India) | Al-Wahda   | 0 – 0     | Goa        |
| 17 de abril de 2021 | Fatorda (Margao, India) | Al-Rayyan  | 1 – 3     | Persépolis |
| 20 de abril de 2021 | Fatorda (Margao, India) | Al-Wahda   | 3 – 2     | Al-Rayyan  |
| 20 de abril de 2021 | Fatorda (Margao, India) | Persépolis | 2 – 1     | Goa        |
| 23 de abril de 2021 | Fatorda (Margao, India) | Al-Rayyan  | 0 – 1     | Al-Wahda   |
| 23 de abril de 2021 | Fatorda (Margao, India) | Goa        | 0 – 4     | Persépolis |
| 26 de abril de 2021 | Fatorda (Margao, India) | Al-Wahda   | 1 – 0     | Persépolis |
| 26 de abril de 2021 | Fatorda (Margao, India) | Al-Rayyan  | 1 – 1     | Goa        |
| 29 de abril de 2021 | Fatorda (Margao, India) | Persépolis | 4 – 2     | Al-Rayyan  |
| 29 de abril de 2021 | Fatorda (Margao, India) | Goa        | 0 – 2     | Al-Wahda   |

### Grupo F
| Pos. | Equipo           | Pts. | PJ | G | E | P | GF | GC | Dif. | Clasificación    |     | ULS | PAT | VIE | KAY |
| ---- | ---------------- | ---- | -- | - | - | - | -- | -- | ---- | ---------------- | --- | --- | --- | --- | --- |
| 1    | Ulsan Hyundai    | 18   | 6  | 6 | 0 | 0 | 13 | 1  | +12  | Octavos de final |     | —   | 2–0 | 3–0 | 2–1 |
| 2    | BG Pathum United | 12   | 6  | 4 | 0 | 2 | 10 | 6  | +4   | Octavos de final |     | 0–2 | —   | 2–0 | 4–1 |
| 3    | Viettel          | 6    | 6  | 2 | 0 | 4 | 7  | 9  | −2   |                  |     | 0–1 | 1–3 | —   | 1–0 |
| 4    | Kaya             | 0    | 6  | 0 | 0 | 6 | 2  | 16 | −14  |                  | 0–3 | 0–1 | 0–5 | —   |     |

 Fuente: AFC
| \| Fecha \| Estadio (Ciudad) \| Local \| Resultado \| Visitante \| \| ------------------- \| ----------------------------------- \| ---------------- \| --------- \| ---------------- \| \| 26 de junio de 2021 \| Leo Stadium (Thanyaburi, Tailandia) \| BG Pathum United \| 4 – 1 \| Kaya \| \| 26 de junio de 2021 \| Thammasat (Rangsit, Tailandia) \| Viettel \| 0 – 1 \| Ulsan Hyundai \| \| 29 de junio de 2021 \| Thammasat (Rangsit, Tailandia) \| Kaya \| 0 – 5 \| Viettel \| \| 29 de junio de 2021 \| Leo Stadium (Thanyaburi, Tailandia) \| Ulsan Hyundai \| 2 – 0 \| BG Pathum United \| \| 2 de julio de 2021 \| Thammasat (Rangsit, Tailandia) \| Kaya \| 0 – 3 \| Ulsan Hyundai \| \| 2 de julio de 2021 \| Leo Stadium (Thanyaburi, Tailandia) \| BG Pathum United \| 2 – 0 \| Viettel \| \| 5 de julio de 2021 \| Thammasat (Rangsit, Tailandia) \| Ulsan Hyundai \| 2 – 1 \| Kaya \| \| 5 de julio de 2021 \| Leo Stadium (Thanyaburi, Tailandia) \| Viettel \| 1 – 3 \| BG Pathum United \| \| 8 de julio de 2021 \| Leo Stadium (Thanyaburi, Tailandia) \| Kaya \| 0 – 1 \| BG Pathum United \| \| 8 de julio de 2021 \| Thammasat (Rangsit, Tailandia) \| Ulsan Hyundai \| 3 – 0 \| Viettel \| \| 11 de julio de 2021 \| Leo Stadium (Thanyaburi, Tailandia) \| BG Pathum United \| 0 – 2 \| Ulsan Hyundai \| \| 11 de julio de 2021 \| Thammasat (Rangsit, Tailandia) \| Viettel \| 1 – 0 \| Kaya \| |                                     |                  |           |                  |
| Fecha | Estadio (Ciudad)                    | Local            | Resultado | Visitante        |
| 26 de junio de 2021 | Leo Stadium (Thanyaburi, Tailandia) | BG Pathum United | 4 – 1     | Kaya             |
| 26 de junio de 2021 | Thammasat (Rangsit, Tailandia)      | Viettel          | 0 – 1     | Ulsan Hyundai    |
| 29 de junio de 2021 | Thammasat (Rangsit, Tailandia)      | Kaya             | 0 – 5     | Viettel          |
| 29 de junio de 2021 | Leo Stadium (Thanyaburi, Tailandia) | Ulsan Hyundai    | 2 – 0     | BG Pathum United |
| 2 de julio de 2021 | Thammasat (Rangsit, Tailandia)      | Kaya             | 0 – 3     | Ulsan Hyundai    |
| 2 de julio de 2021 | Leo Stadium (Thanyaburi, Tailandia) | BG Pathum United | 2 – 0     | Viettel          |
| 5 de julio de 2021 | Thammasat (Rangsit, Tailandia)      | Ulsan Hyundai    | 2 – 1     | Kaya             |
| 5 de julio de 2021 | Leo Stadium (Thanyaburi, Tailandia) | Viettel          | 1 – 3     | BG Pathum United |
| 8 de julio de 2021 | Leo Stadium (Thanyaburi, Tailandia) | Kaya             | 0 – 1     | BG Pathum United |
| 8 de julio de 2021 | Thammasat (Rangsit, Tailandia)      | Ulsan Hyundai    | 3 – 0     | Viettel          |
| 11 de julio de 2021 | Leo Stadium (Thanyaburi, Tailandia) | BG Pathum United | 0 – 2     | Ulsan Hyundai    |
| 11 de julio de 2021 | Thammasat (Rangsit, Tailandia)      | Viettel          | 1 – 0     | Kaya             |

### Grupo G
| Pos. | Equipo               | Pts. | PJ | G | E | P | GF | GC | Dif. | Clasificación    |     | NAG | POH | JDT | RAT |
| ---- | -------------------- | ---- | -- | - | - | - | -- | -- | ---- | ---------------- | --- | --- | --- | --- | --- |
| 1    | Nagoya Grampus       | 16   | 6  | 5 | 1 | 0 | 14 | 2  | +12  | Octavos de final |     | —   | 3–0 | 2–1 | 3–0 |
| 2    | Pohang Steelers      | 11   | 6  | 3 | 2 | 1 | 9  | 5  | +4   | Octavos de final |     | 1–1 | —   | 4–1 | 2–0 |
| 3    | Johor Darul Takzim   | 4    | 6  | 1 | 1 | 4 | 3  | 9  | −6   |                  |     | 0–1 | 0–2 | —   | 0–0 |
| 4    | Ratchaburi Mitr Phol | 2    | 6  | 0 | 2 | 4 | 0  | 10 | −10  |                  | 0–4 | 0–0 | 0–1 | —   |     |

 Fuente: AFC
| \| Fecha \| Estadio (Ciudad) \| Local \| Resultado \| Visitante \| \| ------------------- \| -------------------------------- \| -------------------- \| --------- \| -------------------- \| \| 22 de junio de 2021 \| Rajamangala (Bangkok, Tailandia) \| Pohang Steelers \| 2 – 0 \| Ratchaburi Mitr Phol \| \| 22 de junio de 2021 \| Rajamangala (Bangkok, Tailandia) \| Johor Darul Takzim \| 0 – 1 \| Nagoya Grampus \| \| 25 de junio de 2021 \| Rajamangala (Bangkok, Tailandia) \| Ratchaburi Mitr Phol \| 0 – 1 \| Johor Darul Takzim \| \| 25 de junio de 2021 \| Rajamangala (Bangkok, Tailandia) \| Nagoya Grampus \| 3 – 0 \| Pohang Steelers \| \| 28 de junio de 2021 \| Rajamangala (Bangkok, Tailandia) \| Ratchaburi Mitr Phol \| 0 – 4 \| Nagoya Grampus \| \| 28 de junio de 2021 \| Rajamangala (Bangkok, Tailandia) \| Pohang Steelers \| 4 – 1 \| Johor Darul Takzim \| \| 1 de julio de 2021 \| Rajamangala (Bangkok, Tailandia) \| Nagoya Grampus \| 3 – 0 \| Ratchaburi Mitr Phol \| \| 1 de julio de 2021 \| Rajamangala (Bangkok, Tailandia) \| Johor Darul Takzim \| 0 – 2 \| Pohang Steelers \| \| 4 de julio de 2021 \| Rajamangala (Bangkok, Tailandia) \| Ratchaburi Mitr Phol \| 0 – 0 \| Pohang Steelers \| \| 4 de julio de 2021 \| Rajamangala (Bangkok, Tailandia) \| Nagoya Grampus \| 2 – 1 \| Johor Darul Takzim \| \| 7 de julio de 2021 \| Thammasat (Rangsit, Tailandia) \| Pohang Steelers \| 1 – 1 \| Nagoya Grampus \| \| 7 de julio de 2021 \| Rajamangala (Bangkok, Tailandia) \| Johor Darul Takzim \| 0 – 0 \| Ratchaburi Mitr Phol \| |                                  |                      |           |                      |
| Fecha | Estadio (Ciudad)                 | Local                | Resultado | Visitante            |
| 22 de junio de 2021 | Rajamangala (Bangkok, Tailandia) | Pohang Steelers      | 2 – 0     | Ratchaburi Mitr Phol |
| 22 de junio de 2021 | Rajamangala (Bangkok, Tailandia) | Johor Darul Takzim   | 0 – 1     | Nagoya Grampus       |
| 25 de junio de 2021 | Rajamangala (Bangkok, Tailandia) | Ratchaburi Mitr Phol | 0 – 1     | Johor Darul Takzim   |
| 25 de junio de 2021 | Rajamangala (Bangkok, Tailandia) | Nagoya Grampus       | 3 – 0     | Pohang Steelers      |
| 28 de junio de 2021 | Rajamangala (Bangkok, Tailandia) | Ratchaburi Mitr Phol | 0 – 4     | Nagoya Grampus       |
| 28 de junio de 2021 | Rajamangala (Bangkok, Tailandia) | Pohang Steelers      | 4 – 1     | Johor Darul Takzim   |
| 1 de julio de 2021 | Rajamangala (Bangkok, Tailandia) | Nagoya Grampus       | 3 – 0     | Ratchaburi Mitr Phol |
| 1 de julio de 2021 | Rajamangala (Bangkok, Tailandia) | Johor Darul Takzim   | 0 – 2     | Pohang Steelers      |
| 4 de julio de 2021 | Rajamangala (Bangkok, Tailandia) | Ratchaburi Mitr Phol | 0 – 0     | Pohang Steelers      |
| 4 de julio de 2021 | Rajamangala (Bangkok, Tailandia) | Nagoya Grampus       | 2 – 1     | Johor Darul Takzim   |
| 7 de julio de 2021 | Thammasat (Rangsit, Tailandia)   | Pohang Steelers      | 1 – 1     | Nagoya Grampus       |
| 7 de julio de 2021 | Rajamangala (Bangkok, Tailandia) | Johor Darul Takzim   | 0 – 0     | Ratchaburi Mitr Phol |

### Grupo H
| Pos. | Equipo                 | Pts. | PJ | G | E | P | GF | GC | Dif. | Clasificación    |     | JHM | GAM | CHA | TRO |
| ---- | ---------------------- | ---- | -- | - | - | - | -- | -- | ---- | ---------------- | --- | --- | --- | --- | --- |
| 1    | Jeonbuk Hyundai Motors | 16   | 6  | 5 | 1 | 0 | 22 | 5  | +17  | Octavos de final |     | —   | 2–1 | 2–1 | 9–0 |
| 2    | Gamba Osaka            | 9    | 6  | 2 | 3 | 1 | 15 | 7  | +8   |                  |     | 2–2 | —   | 1–1 | 8–1 |
| 3    | Chiangrai United       | 8    | 6  | 2 | 2 | 2 | 8  | 7  | +1   |                  | 1–3 | 1–1 | —   | 1–0 |     |
| 4    | Tampines Rovers        | 0    | 6  | 0 | 0 | 6 | 1  | 27 | −26  |                  | 0–4 | 0–2 | 0–3 | —   |     |

 Fuente: AFC
| \| Fecha \| Estadio (Ciudad) \| Local \| Resultado \| Visitante \| \| ------------------- \| ------------------------------- \| ---------------------- \| --------- \| ---------------------- \| \| 25 de junio de 2021 \| Bunyodkor (Taskent, Uzbekistán) \| Tampines Rovers \| 0 – 2 \| Gamba Osaka \| \| 25 de junio de 2021 \| Lokomotiv (Taskent, Uzbekistán) \| Jeonbuk Hyundai Motors \| 2 – 1 \| Chiangrai United \| \| 28 de junio de 2021 \| Bunyodkor (Taskent, Uzbekistán) \| Chiangrai United \| 1 – 0 \| Tampines Rovers \| \| 28 de junio de 2021 \| Lokomotiv (Taskent, Uzbekistán) \| Gamba Osaka \| 2 – 2 \| Jeonbuk Hyundai Motors \| \| 1 de julio de 2021 \| Lokomotiv (Taskent, Uzbekistán) \| Jeonbuk Hyundai Motors \| 9 – 0 \| Tampines Rovers \| \| 1 de julio de 2021 \| Bunyodkor (Taskent, Uzbekistán) \| Chiangrai United \| 1 – 1 \| Gamba Osaka \| \| 4 de julio de 2021 \| Bunyodkor (Taskent, Uzbekistán) \| Tampines Rovers \| 0 – 4 \| Jeonbuk Hyundai Motors \| \| 4 de julio de 2021 \| Lokomotiv (Taskent, Uzbekistán) \| Gamba Osaka \| 1 – 1 \| Chiangrai United \| \| 7 de julio de 2021 \| Bunyodkor (Taskent, Uzbekistán) \| Gamba Osaka \| 8 – 1 \| Tampines Rovers \| \| 7 de julio de 2021 \| Lokomotiv (Taskent, Uzbekistán) \| Chiangrai United \| 1 – 3 \| Jeonbuk Hyundai Motors \| \| 10 de julio de 2021 \| Bunyodkor (Taskent, Uzbekistán) \| Jeonbuk Hyundai Motors \| 2 – 1 \| Gamba Osaka \| \| 10 de julio de 2021 \| Lokomotiv (Taskent, Uzbekistán) \| Tampines Rovers \| 0 – 3 \| Chiangrai United \| |                                 |                        |           |                        |
| Fecha | Estadio (Ciudad)                | Local                  | Resultado | Visitante              |
| 25 de junio de 2021 | Bunyodkor (Taskent, Uzbekistán) | Tampines Rovers        | 0 – 2     | Gamba Osaka            |
| 25 de junio de 2021 | Lokomotiv (Taskent, Uzbekistán) | Jeonbuk Hyundai Motors | 2 – 1     | Chiangrai United       |
| 28 de junio de 2021 | Bunyodkor (Taskent, Uzbekistán) | Chiangrai United       | 1 – 0     | Tampines Rovers        |
| 28 de junio de 2021 | Lokomotiv (Taskent, Uzbekistán) | Gamba Osaka            | 2 – 2     | Jeonbuk Hyundai Motors |
| 1 de julio de 2021 | Lokomotiv (Taskent, Uzbekistán) | Jeonbuk Hyundai Motors | 9 – 0     | Tampines Rovers        |
| 1 de julio de 2021 | Bunyodkor (Taskent, Uzbekistán) | Chiangrai United       | 1 – 1     | Gamba Osaka            |
| 4 de julio de 2021 | Bunyodkor (Taskent, Uzbekistán) | Tampines Rovers        | 0 – 4     | Jeonbuk Hyundai Motors |
| 4 de julio de 2021 | Lokomotiv (Taskent, Uzbekistán) | Gamba Osaka            | 1 – 1     | Chiangrai United       |
| 7 de julio de 2021 | Bunyodkor (Taskent, Uzbekistán) | Gamba Osaka            | 8 – 1     | Tampines Rovers        |
| 7 de julio de 2021 | Lokomotiv (Taskent, Uzbekistán) | Chiangrai United       | 1 – 3     | Jeonbuk Hyundai Motors |
| 10 de julio de 2021 | Bunyodkor (Taskent, Uzbekistán) | Jeonbuk Hyundai Motors | 2 – 1     | Gamba Osaka            |
| 10 de julio de 2021 | Lokomotiv (Taskent, Uzbekistán) | Tampines Rovers        | 0 – 3     | Chiangrai United       |

### Grupo I
| Pos. | Equipo            | Pts. | PJ | G | E | P | GF | GC | Dif. | Clasificación    |     | KAW | DAE | UCY | BJG |
| ---- | ----------------- | ---- | -- | - | - | - | -- | -- | ---- | ---------------- | --- | --- | --- | --- | --- |
| 1    | Kawasaki Frontale | 18   | 6  | 6 | 0 | 0 | 27 | 3  | +24  | Octavos de final |     | —   | 3–2 | 8–0 | 4–0 |
| 2    | Daegu             | 12   | 6  | 4 | 0 | 2 | 22 | 6  | +16  | Octavos de final |     | 1–3 | —   | 7–0 | 5–0 |
| 3    | United City       | 4    | 6  | 1 | 1 | 4 | 4  | 24 | −20  |                  |     | 0–2 | 0–4 | —   | 1–1 |
| 4    | Beijing Guoan     | 1    | 6  | 0 | 1 | 5 | 3  | 23 | −20  |                  | 0–7 | 0–3 | 2–3 | —   |     |

 Fuente: AFC
| \| Fecha \| Estadio (Ciudad) \| Local \| Resultado \| Visitante \| \| ------------------- \| ------------------------------- \| ----------------- \| --------- \| ----------------- \| \| 26 de junio de 2021 \| Lokomotiv (Taskent, Uzbekistán) \| Kawasaki Frontale \| 3 – 2 \| Daegu \| \| 26 de junio de 2021 \| Bunyodkor (Taskent, Uzbekistán) \| United City \| 1 – 1 \| Beijing Guoan \| \| 29 de junio de 2021 \| Bunyodkor (Taskent, Uzbekistán) \| Daegu \| 7 – 0 \| United City \| \| 29 de junio de 2021 \| Lokomotiv (Taskent, Uzbekistán) \| Beijing Guoan \| 0 – 7 \| Kawasaki Frontale \| \| 2 de julio de 2021 \| Bunyodkor (Taskent, Uzbekistán) \| Daegu \| 5 – 0 \| Beijing Guoan \| \| 2 de julio de 2021 \| Lokomotiv (Taskent, Uzbekistán) \| Kawasaki Frontale \| 8 – 0 \| United City \| \| 5 de julio de 2021 \| Bunyodkor (Taskent, Uzbekistán) \| Beijing Guoan \| 0 – 3 \| Daegu \| \| 5 de julio de 2021 \| Lokomotiv (Taskent, Uzbekistán) \| United City \| 0 – 2 \| Kawasaki Frontale \| \| 8 de julio de 2021 \| Bunyodkor (Taskent, Uzbekistán) \| Daegu \| 1 – 3 \| Kawasaki Frontale \| \| 8 de julio de 2021 \| Lokomotiv (Taskent, Uzbekistán) \| Beijing Guoan \| 2 – 3 \| United City \| \| 11 de julio de 2021 \| Lokomotiv (Taskent, Uzbekistán) \| Kawasaki Frontale \| 4 – 0 \| Beijing Guoan \| \| 11 de julio de 2021 \| Bunyodkor (Taskent, Uzbekistán) \| United City \| 0 – 4 \| Daegu \| |                                 |                   |           |                   |
| Fecha | Estadio (Ciudad)                | Local             | Resultado | Visitante         |
| 26 de junio de 2021 | Lokomotiv (Taskent, Uzbekistán) | Kawasaki Frontale | 3 – 2     | Daegu             |
| 26 de junio de 2021 | Bunyodkor (Taskent, Uzbekistán) | United City       | 1 – 1     | Beijing Guoan     |
| 29 de junio de 2021 | Bunyodkor (Taskent, Uzbekistán) | Daegu             | 7 – 0     | United City       |
| 29 de junio de 2021 | Lokomotiv (Taskent, Uzbekistán) | Beijing Guoan     | 0 – 7     | Kawasaki Frontale |
| 2 de julio de 2021 | Bunyodkor (Taskent, Uzbekistán) | Daegu             | 5 – 0     | Beijing Guoan     |
| 2 de julio de 2021 | Lokomotiv (Taskent, Uzbekistán) | Kawasaki Frontale | 8 – 0     | United City       |
| 5 de julio de 2021 | Bunyodkor (Taskent, Uzbekistán) | Beijing Guoan     | 0 – 3     | Daegu             |
| 5 de julio de 2021 | Lokomotiv (Taskent, Uzbekistán) | United City       | 0 – 2     | Kawasaki Frontale |
| 8 de julio de 2021 | Bunyodkor (Taskent, Uzbekistán) | Daegu             | 1 – 3     | Kawasaki Frontale |
| 8 de julio de 2021 | Lokomotiv (Taskent, Uzbekistán) | Beijing Guoan     | 2 – 3     | United City       |
| 11 de julio de 2021 | Lokomotiv (Taskent, Uzbekistán) | Kawasaki Frontale | 4 – 0     | Beijing Guoan     |
| 11 de julio de 2021 | Bunyodkor (Taskent, Uzbekistán) | United City       | 0 – 4     | Daegu             |

### Grupo J
| Pos. | Equipo       | Pts. | PJ | G | E | P | GF | GC | Dif. | Clasificación    |     | CER | KIT | POR | GUA |
| ---- | ------------ | ---- | -- | - | - | - | -- | -- | ---- | ---------------- | --- | --- | --- | --- | --- |
| 1    | Cerezo Osaka | 14   | 6  | 4 | 2 | 0 | 13 | 2  | +11  | Octavos de final |     | —   | 2–1 | 1–1 | 5–0 |
| 2    | Kitchee      | 11   | 6  | 3 | 2 | 1 | 6  | 3  | +3   |                  |     | 0–0 | —   | 2–0 | 1–0 |
| 3    | Port         | 8    | 6  | 2 | 2 | 2 | 10 | 8  | +2   |                  | 0–3 | 1–1 | —   | 3–0 |     |
| 4    | Guangzhou    | 0    | 6  | 0 | 0 | 6 | 1  | 17 | −16  |                  | 0–2 | 0–1 | 1–5 | —   |     |

 Fuente: AFC
| \| Fecha \| Estadio (Ciudad) \| Local \| Resultado \| Visitante \| \| ------------------- \| --------------------------------- \| ------------ \| --------- \| ------------ \| \| 24 de junio de 2021 \| Chang Arena (Buriram, Tailandia) \| Guangzhou \| 0 – 2 \| Cerezo Osaka \| \| 24 de junio de 2021 \| Chang Arena (Buriram, Tailandia) \| Kitchee \| 2 – 0 \| Port \| \| 27 de junio de 2021 \| Chang Arena (Buriram, Tailandia) \| Cerezo Osaka \| 2 – 1 \| Kitchee \| \| 27 de junio de 2021 \| Chang Arena (Buriram, Tailandia) \| Port \| 3 – 0 \| Guangzhou \| \| 30 de junio de 2021 \| Chang Arena (Buriram, Tailandia) \| Cerezo Osaka \| 1 – 1 \| Port \| \| 30 de junio de 2021 \| Chang Arena (Buriram, Tailandia) \| Guangzhou \| 0 – 1 \| Kitchee \| \| 3 de julio de 2021 \| Chang Arena (Buriram, Tailandia) \| Port \| 0 – 3 \| Cerezo Osaka \| \| 3 de julio de 2021 \| Chang Arena (Buriram, Tailandia) \| Kitchee \| 1 – 0 \| Guangzhou \| \| 6 de julio de 2021 \| Chang Arena (Buriram, Tailandia) \| Cerezo Osaka \| 5 – 0 \| Guangzhou \| \| 6 de julio de 2021 \| Chang Arena (Buriram, Tailandia) \| Port \| 1 – 1 \| Kitchee \| \| 9 de julio de 2021 \| Chang Arena (Buriram, Tailandia) \| Guangzhou \| 1 – 5 \| Port \| \| 9 de julio de 2021 \| Khao Kradong (Buriram, Tailandia) \| Kitchee \| 0 – 0 \| Cerezo Osaka \| |                                   |              |           |              |
| Fecha | Estadio (Ciudad)                  | Local        | Resultado | Visitante    |
| 24 de junio de 2021 | Chang Arena (Buriram, Tailandia)  | Guangzhou    | 0 – 2     | Cerezo Osaka |
| 24 de junio de 2021 | Chang Arena (Buriram, Tailandia)  | Kitchee      | 2 – 0     | Port         |
| 27 de junio de 2021 | Chang Arena (Buriram, Tailandia)  | Cerezo Osaka | 2 – 1     | Kitchee      |
| 27 de junio de 2021 | Chang Arena (Buriram, Tailandia)  | Port         | 3 – 0     | Guangzhou    |
| 30 de junio de 2021 | Chang Arena (Buriram, Tailandia)  | Cerezo Osaka | 1 – 1     | Port         |
| 30 de junio de 2021 | Chang Arena (Buriram, Tailandia)  | Guangzhou    | 0 – 1     | Kitchee      |
| 3 de julio de 2021 | Chang Arena (Buriram, Tailandia)  | Port         | 0 – 3     | Cerezo Osaka |
| 3 de julio de 2021 | Chang Arena (Buriram, Tailandia)  | Kitchee      | 1 – 0     | Guangzhou    |
| 6 de julio de 2021 | Chang Arena (Buriram, Tailandia)  | Cerezo Osaka | 5 – 0     | Guangzhou    |
| 6 de julio de 2021 | Chang Arena (Buriram, Tailandia)  | Port         | 1 – 1     | Kitchee      |
| 9 de julio de 2021 | Chang Arena (Buriram, Tailandia)  | Guangzhou    | 1 – 5     | Port         |
| 9 de julio de 2021 | Khao Kradong (Buriram, Tailandia) | Kitchee      | 0 – 0     | Cerezo Osaka |

### Mejores segundos
Por cada zona (cinco grupos cada una) pasaron a los Octavos de final los tres mejores segundos, en total fueron seis equipos que avanzaron por este medio.
Zona Oeste
| Pos. | Grp. | Equipo         | Pts. | PJ | G | E | P | GF | GC | Dif. | Clasificación    |
| ---- | ---- | -------------- | ---- | -- | - | - | - | -- | -- | ---- | ---------------- |
| 1    | E    | Al-Wahda       | 13   | 6  | 4 | 1 | 1 | 7  | 3  | +4   | Octavos de final |
| 2    | B    | Tractor Sazi   | 10   | 6  | 2 | 4 | 0 | 6  | 3  | +3   | Octavos de final |
| 3    | A    | Al-Hilal Saudí | 10   | 6  | 3 | 1 | 2 | 11 | 9  | +2   | Octavos de final |
| 4    | D    | Al-Sadd        | 10   | 6  | 3 | 1 | 2 | 9  | 7  | +2   |                  |
| 5    | C    | Al-Duhail      | 9    | 6  | 2 | 3 | 1 | 11 | 9  | +2   |                  |

 Fuente: AFC
Criterios de clasificación: 1) Puntos; 2) Diferencia de gol; 3) Goles anotados; 4) Puntos disciplinarios; 5) Sorteo.
Zona Este
| Pos. | Grp. | Equipo           | Pts. | PJ | G | E | P | GF | GC | Dif. | Clasificación    |
| ---- | ---- | ---------------- | ---- | -- | - | - | - | -- | -- | ---- | ---------------- |
| 1    | I    | Daegu            | 12   | 6  | 4 | 0 | 2 | 22 | 6  | +16  | Octavos de final |
| 2    | F    | BG Pathum United | 12   | 6  | 4 | 0 | 2 | 10 | 6  | +4   | Octavos de final |
| 3    | G    | Pohang Steelers  | 11   | 6  | 3 | 2 | 1 | 9  | 5  | +4   | Octavos de final |
| 4    | J    | Kitchee          | 11   | 6  | 3 | 2 | 1 | 6  | 3  | +3   |                  |
| 5    | H    | Gamba Osaka      | 9    | 6  | 2 | 3 | 1 | 15 | 7  | +8   |                  |

 Fuente: AFC
Criterios de clasificación: 1) Puntos; 2) Diferencia de gol; 3) Goles anotados; 4) Puntos disciplinarios; 5) Sorteo.

## Fase eliminatoria
Los octavos de final se jugaron a partido único, y los enfrentamientos se decidieron sobre la base de la siguiente tabla en función de los subcampeones de grupo que se clasificaron. Si un ganador de grupo jugaba con un subcampeón de grupo, el ganador de grupo fue el anfitrión del partido. Si dos ganadores de grupo se enfrentaban, el ganador de grupo marcado con * fue el anfitrión del partido.
     – Combinación que se dio en esta edición.
| Clasificado | 1A vs. | 1B vs. | 1C vs. | 1D vs. | 1E vs. |
| ----------- | ------ | ------ | ------ | ------ | ------ |
| 2A/2B/2C    | 1B*    | 1A     | 2A     | 2B     | 2C     |
| 2A/2B/2D    | 1D     | 2D     | 2A     | 1A*    | 2B     |
| 2A/2B/2E    | 1E     | 2E     | 2A     | 2B     | 1A*    |
| 2A/2C/2D    | 1C*    | 2D     | 1A     | 2A     | 2C     |
| 2A/2C/2E    | 2C     | 2E     | 1E*    | 2A     | 1C     |
| 2A/2D/2E    | 2D     | 2E     | 2A     | 1E*    | 1D     |
| 2B/2C/2D    | 2D     | 1C*    | 1B     | 2B     | 2C     |
| 2B/2C/2E    | 2C     | 1E     | 2E     | 2B     | 1B*    |
| 2B/2D/2E    | 2D     | 1D*    | 2E     | 1B     | 2B     |
| 2C/2D/2E    | 2D     | 2E     | 1D*    | 1C     | 2C     |

| Clasificado | 1F vs. | 1G vs. | 1H vs. | 1I vs. | 1J vs. |
| ----------- | ------ | ------ | ------ | ------ | ------ |
| 2F/2G/2H    | 1G*    | 1F     | 2F     | 2G     | 2H     |
| 2F/2G/2I    | 1I     | 2I     | 2F     | 1F*    | 2G     |
| 2F/2G/2J    | 1J     | 2J     | 2F     | 2G     | 1F*    |
| 2F/2H/2I    | 1H*    | 2I     | 1F     | 2F     | 2H     |
| 2F/2H/2J    | 2H     | 2J     | 1J*    | 2F     | 1H     |
| 2F/2I/2J    | 2I     | 2J     | 2F     | 1J*    | 1I     |
| 2G/2H/2I    | 2I     | 1H*    | 1G     | 2G     | 2H     |
| 2G/2H/2J    | 2H     | 1J     | 2J     | 2G     | 1G*    |
| 2G/2I/2J    | 2I     | 1I*    | 2J     | 1G     | 2G     |
| 2H/2I/2J    | 2I     | 2J     | 1I*    | 1H     | 2H     |

- Los cuartos de final se jugaron a partido único en cancha neutral, y los enfrentamientos y el equipo que hizo las veces de local por motivos administrativos se decidió por sorteo.
- Las semifinales se jugaron a partido único en cancha neutral, y los enfrentamientos y el equipo que hizo las veces de local por motivos administrativos se decidió por sorteo de cuartos de final.
- La final se jugó a partido único. El orden de los partidos se determinó con base en la rotación, con el partido organizado por el equipo de la Zona Oeste, como en el caso de los años impares (Reglamento 9.1.2).

### Equipos clasificados
| Grupo      | Primeros               | Mejores segundos |
| Zona Oeste | Zona Oeste             | Zona Oeste       |
| ---------- | ---------------------- | ---------------- |
| A          | Istiklol               | Al-Hilal Saudí   |
| B          | Sarja                  | Tractor Sazi     |
| C          | Esteghlal Terán        | —                |
| D          | Al-Nassr               | —                |
| E          | Persépolis             | Al-Wahda         |
| Zona Este  |                        |                  |
| F          | Ulsan Hyundai          | BG Pathum United |
| G          | Nagoya Grampus         | Pohang Steelers  |
| H          | Jeonbuk Hyundai Motors | —                |
| I          | Kawasaki Frontale      | Daegu            |
| J          | Cerezo Osaka           | —                |

### Cuadro de desarrollo
|  | Octavos de final       | Octavos de final       | Octavos de final       |                       |                        | Cuartos de final       | Cuartos de final   | Cuartos de final   |  |               | Semifinales        | Semifinales        | Semifinales        |  |                | Final           | Final           | Final           |  |
|  | 13 al 15 de septiembre | 13 al 15 de septiembre | 13 al 15 de septiembre |                       |                        | 16 y 17 de octubre     | 16 y 17 de octubre | 16 y 17 de octubre |  |               | 19 y 20 de octubre | 19 y 20 de octubre | 19 y 20 de octubre |  |                | 23 de noviembre | 23 de noviembre | 23 de noviembre |  |
|  |                        |                        |                        |                       |                        |                        |                    |                    |  |               |                    |                    |                    |  |                |                 |                 |                 |  |
|  |                        |                        |                        |                       |                        |                        |                    |                    |  |               |                    |                    |                    |  |                |                 |                 |                 |  |
|  | Sarja                  | Sarja                  | 1 (4)                  |                       |                        |                        |                    |                    |  |               |                    |                    |                    |  |                |                 |                 |                 |  |
|  | Sarja                  | Sarja                  | 1 (4)                  |                       |                        |                        |                    |                    |  |               |                    |                    |                    |  |                |                 |                 |                 |  |
|  | Al-Wahda               | Al-Wahda               | 1 (5)                  |                       |                        |                        |                    |                    |  |               |                    |                    |                    |  |                |                 |                 |                 |  |
|  | Al-Wahda               | Al-Wahda               | 1 (5)                  |                       | Al-Wahda               | Al-Wahda               | 1                  |                    |  |               |                    |                    |                    |  |                |                 |                 |                 |  |
|  |                        |                        |                        |                       | Al-Wahda               | Al-Wahda               | 1                  |                    |  |               |                    |                    |                    |  |                |                 |                 |                 |  |
|  |                        |                        | Al-Nassr               | Al-Nassr              | 5                      |                        |                    |                    |  |               |                    |                    |                    |  |                |                 |                 |                 |  |
|  | Al-Nassr               | Al-Nassr               | Al-Nassr               | Al-Nassr              | 5                      | 1                      |                    |                    |  |               |                    |                    |                    |  |                |                 |                 |                 |  |
|  | Al-Nassr               | Al-Nassr               |                        |                       |                        |                        |                    |                    |  |               |                    |                    |                    |  |                |                 |                 |                 |  |
|  | Tractor Sazi           | Tractor Sazi           | 0                      |                       |                        |                        |                    |                    |  |               |                    |                    |                    |  |                |                 |                 |                 |  |
|  | Tractor Sazi           | Tractor Sazi           | 0                      |                       |                        |                        |                    |                    |  | Al-Nassr      | Al-Nassr           | 1                  |                    |  |                |                 |                 |                 |  |
|  |                        |                        |                        |                       |                        |                        |                    |                    |  | Al-Nassr      | Al-Nassr           | 1                  |                    |  |                |                 |                 |                 |  |
|  |                        |                        | Al-Hilal Saudí         | Al-Hilal Saudí        | 2                      |                        |                    |                    |  |               |                    |                    |                    |  |                |                 |                 |                 |  |
|  | Istiklol               | Istiklol               | Al-Hilal Saudí         | Al-Hilal Saudí        | 2                      | 0                      |                    |                    |  |               |                    |                    |                    |  |                |                 |                 |                 |  |
|  | Istiklol               | Istiklol               |                        |                       |                        |                        |                    |                    |  |               |                    |                    |                    |  |                |                 |                 |                 |  |
|  | Persépolis             | Persépolis             | 1                      |                       |                        |                        |                    |                    |  |               |                    |                    |                    |  |                |                 |                 |                 |  |
|  | Persépolis             | Persépolis             | 1                      |                       | Persépolis             | Persépolis             | 0                  |                    |  |               |                    |                    |                    |  |                |                 |                 |                 |  |
|  |                        |                        |                        |                       | Persépolis             | Persépolis             | 0                  |                    |  |               |                    |                    |                    |  |                |                 |                 |                 |  |
|  |                        |                        | Al-Hilal Saudí         | Al-Hilal Saudí        | 3                      |                        |                    |                    |  |               |                    |                    |                    |  |                |                 |                 |                 |  |
|  | Esteghlal Terán        | Esteghlal Terán        | Al-Hilal Saudí         | Al-Hilal Saudí        | 3                      | 0                      |                    |                    |  |               |                    |                    |                    |  |                |                 |                 |                 |  |
|  | Esteghlal Terán        | Esteghlal Terán        |                        |                       |                        |                        |                    |                    |  |               |                    |                    |                    |  |                |                 |                 |                 |  |
|  | Al-Hilal Saudí         | Al-Hilal Saudí         | 2                      |                       |                        |                        |                    |                    |  |               |                    |                    |                    |  |                |                 |                 |                 |  |
|  | Al-Hilal Saudí         | Al-Hilal Saudí         | 2                      |                       |                        |                        |                    |                    |  |               |                    |                    |                    |  | Al-Hilal Saudí | Al-Hilal Saudí  | 2               |                 |  |
|  |                        |                        |                        |                       |                        |                        |                    |                    |  |               |                    |                    |                    |  | Al-Hilal Saudí | Al-Hilal Saudí  | 2               |                 |  |
|  |                        |                        | Pohang Steelers        | Pohang Steelers       | 0                      |                        |                    |                    |  |               |                    |                    |                    |  |                |                 |                 |                 |  |
|  | Jeonbuk Hyundai Motors | Jeonbuk Hyundai Motors | Pohang Steelers        | Pohang Steelers       | 0                      | 1 (4)                  |                    |                    |  |               |                    |                    |                    |  |                |                 |                 |                 |  |
|  | Jeonbuk Hyundai Motors | Jeonbuk Hyundai Motors |                        |                       |                        |                        |                    |                    |  |               |                    |                    |                    |  |                |                 |                 |                 |  |
|  | BG Pathum United       | BG Pathum United       | 1 (2)                  |                       |                        |                        |                    |                    |  |               |                    |                    |                    |  |                |                 |                 |                 |  |
|  | BG Pathum United       | BG Pathum United       | 1 (2)                  |                       | Jeonbuk Hyundai Motors | Jeonbuk Hyundai Motors | 2                  |                    |  |               |                    |                    |                    |  |                |                 |                 |                 |  |
|  |                        |                        |                        |                       | Jeonbuk Hyundai Motors | Jeonbuk Hyundai Motors | 2                  |                    |  |               |                    |                    |                    |  |                |                 |                 |                 |  |
|  |                        |                        | Ulsan Hyundai (t. s.)  | Ulsan Hyundai (t. s.) | 3                      |                        |                    |                    |  |               |                    |                    |                    |  |                |                 |                 |                 |  |
|  | Ulsan Hyundai          | Ulsan Hyundai          | Ulsan Hyundai (t. s.)  | Ulsan Hyundai (t. s.) | 3                      | 0 (3)                  |                    |                    |  |               |                    |                    |                    |  |                |                 |                 |                 |  |
|  | Ulsan Hyundai          | Ulsan Hyundai          |                        |                       |                        |                        |                    |                    |  |               |                    |                    |                    |  |                |                 |                 |                 |  |
|  | Kawasaki Frontale      | Kawasaki Frontale      | 0 (2)                  |                       |                        |                        |                    |                    |  |               |                    |                    |                    |  |                |                 |                 |                 |  |
|  | Kawasaki Frontale      | Kawasaki Frontale      | 0 (2)                  |                       |                        |                        |                    |                    |  | Ulsan Hyundai | Ulsan Hyundai      | 1 (4)              |                    |  |                |                 |                 |                 |  |
|  |                        |                        |                        |                       |                        |                        |                    |                    |  | Ulsan Hyundai | Ulsan Hyundai      | 1 (4)              |                    |  |                |                 |                 |                 |  |
|  |                        |                        | Pohang Steelers        | Pohang Steelers       | 1 (5)                  |                        |                    |                    |  |               |                    |                    |                    |  |                |                 |                 |                 |  |
|  | Cerezo Osaka           | Cerezo Osaka           | Pohang Steelers        | Pohang Steelers       | 1 (5)                  | 0                      |                    |                    |  |               |                    |                    |                    |  |                |                 |                 |                 |  |
|  | Cerezo Osaka           | Cerezo Osaka           |                        |                       |                        |                        |                    |                    |  |               |                    |                    |                    |  |                |                 |                 |                 |  |
|  | Pohang Steelers        | Pohang Steelers        | 1                      |                       |                        |                        |                    |                    |  |               |                    |                    |                    |  |                |                 |                 |                 |  |
|  | Pohang Steelers        | Pohang Steelers        | 1                      |                       | Pohang Steelers        | Pohang Steelers        | 3                  |                    |  |               |                    |                    |                    |  |                |                 |                 |                 |  |
|  |                        |                        |                        |                       | Pohang Steelers        | Pohang Steelers        | 3                  |                    |  |               |                    |                    |                    |  |                |                 |                 |                 |  |
|  |                        |                        | Nagoya Grampus         | Nagoya Grampus        | 0                      |                        |                    |                    |  |               |                    |                    |                    |  |                |                 |                 |                 |  |
|  | Nagoya Grampus         | Nagoya Grampus         | Nagoya Grampus         | Nagoya Grampus        | 0                      | 4                      |                    |                    |  |               |                    |                    |                    |  |                |                 |                 |                 |  |
|  | Nagoya Grampus         | Nagoya Grampus         |                        |                       |                        |                        |                    |                    |  |               |                    |                    |                    |  |                |                 |                 |                 |  |
|  | Daegu                  | Daegu                  | 2                      |                       |                        |                        |                    |                    |  |               |                    |                    |                    |  |                |                 |                 |                 |  |
|  | Daegu                  | Daegu                  | 2                      |                       |                        |                        |                    |                    |  |               |                    |                    |                    |  |                |                 |                 |                 |  |
|  |                        |                        |                        |                       |                        |                        |                    |                    |  |               |                    |                    |                    |  |                |                 |                 |                 |  |

- Nota: En la ronda de Octavos de final, el equipo ubicado en la primera línea de cada llave es el que ejerció la localía del encuentro, desde Cuartos de final se jugó en sede neutral.

### Octavos de final
- Zona Occidental

Esteghlal Terán – Al-Hilal Saudí
| 13 de septiembre | Esteghlal Terán | 0:2 (0:1) | Al-Hilal Saudí             | Estadio Zabeel, Dubái, Emiratos Árabes Unidos  |                                                |
| 21:00 (UTC+4)    |                 | Reporte   | Gomis 39' · Al-Dawsari 56' | Asistencia: 0 espectadores Árbitro(s): Fu Ming | Asistencia: 0 espectadores Árbitro(s): Fu Ming |

Istiklol – Persépolis
| 14 de septiembre | Istiklol | 0:1 (0:0) | Persépolis | Estadio Pamir, Dusambé                                      |                                                             |
| 20:00 (UTC+5)    |          | Reporte   | Torabi 90' | Asistencia: 17 200 espectadores Árbitro(s): Hiroyuki Kimura | Asistencia: 17 200 espectadores Árbitro(s): Hiroyuki Kimura |

Al-Nassr – Tractor Sazi
| 14 de septiembre | Al-Nassr      | 1:0 (1:0) | Tractor Sazi | Estadio Jassim bin Hamad, Doha, Catar               |                                                     |
| 19:00 (UTC+3)    | Aboubakar 11' | Reporte   |              | Asistencia: 0 espectadores Árbitro(s): Kim Dae-yong | Asistencia: 0 espectadores Árbitro(s): Kim Dae-yong |

Sarja – Al-Wahda
| 14 de septiembre | Sarja                                                     | 1:1 (1:1, 0:0) (t. s.)(4:5 p.) | Al-Wahda                                                | Estadio Sharjah, Sharjah                                  |                                                           |
| 21:00 (UTC+4)    | Bernard 58'                                               | Reporte                        | Kharbin 56'                                             | Asistencia: 2100 espectadores Árbitro(s): Nawaf Shukralla | Asistencia: 2100 espectadores Árbitro(s): Nawaf Shukralla |
|                  |                                                           | Tiros desde el punto penal     |                                                         |                                                           |                                                           |
|                  | Caio · Bernard · Abdulbasit · Shukurov · Malango · Khamis |                                | Jurado · Jumaa · Pedro · Rashed · Al-Menhali · Al-Zaabi |                                                           |                                                           |

- Zona Oriental

Nagoya Grampus – Daegu
| 14 de septiembre | Nagoya Grampus                         | 4:2 (1:2) | Daegu                  | Estadio Toyota, Toyota                                    |                                                           |
| 18:00 (UTC+9)    | Świerczok 12', 63', 65' · Nakatani 79' | Reporte   | Cesinha 4' · Edgar 28' | Asistencia: 5442 espectadores Árbitro(s): Adham Makhadmeh | Asistencia: 5442 espectadores Árbitro(s): Adham Makhadmeh |

Ulsan Hyundai – Kawasaki Frontale
| 14 de septiembre | Ulsan Hyundai                                                            | 0:0 (t. s.)(3:2 p.)        | Kawasaki Frontale                                | Estadio Ulsan Munsu, Ulsan                             |                                                        |
| 20:00 (UTC+9)    |                                                                          | Reporte                    |                                                  | Asistencia: 0 espectadores Árbitro(s): Mohamed Abdulla | Asistencia: 0 espectadores Árbitro(s): Mohamed Abdulla |
|                  |                                                                          | Tiros desde el punto penal |                                                  |                                                        |                                                        |
|                  | Lee Chung-yong · Won Du-jae · Lee Dong-jun · Yun Il-lok · Yoon Bit-garam |                            | Chinen · Hasegawa · Tono · João Schmidt · Ienaga |                                                        |                                                        |

Jeonbuk Hyundai Motors – BG Pathum United
| 15 de septiembre | Jeonbuk Hyundai Motors                           | 1:1 (1:1, 1:0) (t. s.)(4:2 p.) | BG Pathum United                             | Estadio Mundialista, Jeonju                              |                                                          |
| 17:30 (UTC+9)    | Gustavo 45+2'                                    | Reporte                        | Teerasil 76'                                 | Asistencia: 0 espectadores Árbitro(s): Mooud Bonyadifard | Asistencia: 0 espectadores Árbitro(s): Mooud Bonyadifard |
|                  |                                                  | Tiros desde el punto penal     |                                              |                                                          |                                                          |
|                  | Gustavo · Kim Bo-kyung · Iljutcenko · Kim Jin-su |                                | Jakkapan · Chatmongkol · Sarach · Chitchanok |                                                          |                                                          |

Cerezo Osaka – Pohang Steelers
| 15 de septiembre | Cerezo Osaka | 0:1 (0:1) | Pohang Steelers  | Estadio Nagai, Osaka                                            |                                                                 |
| 18:00 (UTC+9)    |              | Reporte   | Lee Seung-mo 25' | Asistencia: 3156 espectadores Árbitro(s): Abdulrahman Al-Jassim | Asistencia: 3156 espectadores Árbitro(s): Abdulrahman Al-Jassim |

### Cuartos de final
- Zona Occidental

Al-Wahda – Al-Nassr
| 16 de octubre | Al-Wahda    | 1:5 (0:1) | Al-Nassr                                                      | Mrsool Park, Riad                                   |                                                     |
| 18:00 (UTC+3) | Matar 90+3' | Reporte   | Hamdallah 7' · Masharipov 52', 65' · Asiri 56' · Al-Najei 75' | Asistencia: 20 477 espectadores Árbitro(s): Ma Ning | Asistencia: 20 477 espectadores Árbitro(s): Ma Ning |

Persépolis – Al-Hilal Saudí
| 16 de octubre | Persépolis | 0:3 (0:1) | Al-Hilal Saudí                  | Estadio Príncipe Faisal bin Fahd, Riad                 |                                                        |
| 21:00 (UTC+3) |            | Reporte   | Al-Dawsari 27' · Gomis 50', 70' | Asistencia: 14 877 espectadores Árbitro(s): Ryūji Satō | Asistencia: 14 877 espectadores Árbitro(s): Ryūji Satō |

- Zona Oriental

Pohang Steelers – Nagoya Grampus
| 17 de octubre | Pohang Steelers                             | 3:0 (0:0) | Nagoya Grampus | Estadio Mundialista, Jeonju                              |                                                          |
| 14:00 (UTC+9) | Lim Sang-hyub 53', 90+5' · Lee Seung-mo 70' | Reporte   |                | Asistencia: 989 espectadores Árbitro(s): Alireza Faghani | Asistencia: 989 espectadores Árbitro(s): Alireza Faghani |

Jeonbuk Hyundai Motors – Ulsan Hyundai
| 17 de octubre | Jeonbuk Hyundai Motors         | 2:3 (2:2, 1:2) (t. s.) | Ulsan Hyundai                                             | Estadio Mundialista, Jeonju                                |                                                            |
| 19:00 (UTC+9) | Han Kyo-won 39' · Kunimoto 48' | Reporte                | Qazaishvili 13' · Yun Il-lok 45+1' · Lee Dong-gyeong 101' | Asistencia: 6869 espectadores Árbitro(s): Mohammed Abdulla | Asistencia: 6869 espectadores Árbitro(s): Mohammed Abdulla |

### Semifinales
- Zona Occidental

Al-Nassr – Al-Hilal Saudí
| 19 de octubre | Al-Nassr    | 1:2 (0:1) | Al-Hilal Saudí              | Mrsool Park, Riad                                             |                                                               |
| 21:00 (UTC+3) | Talisca 50' | Reporte   | Marega 17' · Al-Dawsari 71' | Asistencia: 23 985 espectadores Árbitro(s): Christopher Beath | Asistencia: 23 985 espectadores Árbitro(s): Christopher Beath |

- Zona Oriental

Ulsan Hyundai – Pohang Steelers
| 20 de octubre | Ulsan Hyundai                                                          | 1:1 (1:1, 0:0) (t. s.)(4:5 p.) | Pohang Steelers                                                              | Estadio Mundialista, Jeonju                                     |                                                                 |
| 19:00 (UTC+9) | Yun Il-lok 52'                                                         | Reporte                        | Grant 89'                                                                    | Asistencia: 1370 espectadores Árbitro(s): Abdulrahman Al-Jassim | Asistencia: 1370 espectadores Árbitro(s): Abdulrahman Al-Jassim |
|               |                                                                        | Tiros desde el punto penal     |                                                                              |                                                                 |                                                                 |
|               | Bulthuis · Lee Chung-yong · Kim Ji-hyeon · Kim Kee-hee · Park Yong-woo |                                | Lim Sang-hyub · Gwon Wan-gyu · Kim Seong-ju · Jeon Min-gwang · Kang Sang-woo |                                                                 |                                                                 |

### Final
Al-Hilal Saudí – Pohang Steelers
| 23 de noviembre | Al-Hilal Saudí                | 2:0 (1:0) | Pohang Steelers | Estadio Rey Fahd, Riad                                                            |                                                                                   |
| 19:00 (UTC+3)   | N. Al-Dawsari 1' · Marega 63' | Reporte   |                 | Asistencia: 50 171 espectadores Árbitro(s): Mohammed Abdulla VAR: Ammar Al-Jneibi | Asistencia: 50 171 espectadores Árbitro(s): Mohammed Abdulla VAR: Ammar Al-Jneibi |

#### Ficha del partido
| 1          | Guardameta     | Abdullah Al-Mayouf |       |
| 2          | Defensa        | Mohammed Al-Breik  |       |
| 20         | Defensa        | Jang Hyun-soo      |       |
| 32         | Defensa        | Muteb Al-Mufarrij  |       |
| 16         | Defensa        | Nasser Al-Dawsari  |       |
| 28         | Centrocampista | Mohamed Kanno      | 90+4' |
| 7          | Centrocampista | Salman Al-Faraj    |       |
| 29         | Centrocampista | Salem Al-Dawsari   |       |
| 15         | Centrocampista | Matheus Pereira    |       |
| 17         | Centrocampista | Moussa Marega      |       |
| 18         | Delantero      | Bafétimbi Gomis    | 85'   |
| Entrenador | Entrenador     | Leonardo Jardim    |       |

| 21         | Guardameta     | Lee Jun         |     |
| 17         | Defensa        | Shin Kwang-hoon |     |
| 13         | Defensa        | Gwon Wan-gyu    |     |
| 2          | Defensa        | Alex Grant      |     |
| 10         | Defensa        | Kang Sang-woo   |     |
| 57         | Centrocampista | Lee Soo-bin     | 46' |
| 32         | Centrocampista | Park Seung-wook |     |
| 6          | Centrocampista | Sin Jin-ho      |     |
| 8          | Centrocampista | Mario Kvesić    | 46' |
| 77         | Centrocampista | Lim Sang-hyub   |     |
| 82         | Delantero      | Manuel Palacios |     |
| Entrenador | Entrenador     | Kim Gi-dong     |     |

| 12 | Defensa | Yasir Al-Shahrani | 85'   |
| 70 | Defensa | Mohammed Jahfali  | 90+4' |

| 4  | Defensa        | Jeon Min-gwang | 46'     |
| 79 | Centrocampista | Go Young-joon  | 46' 81' |
| 20 | Delantero      | Lee Ho-jae     | 81'     |

| Anotado | 1'  | Nasser Al-Dawsari | 1–0 |
| Anotado | 63' | Moussa Marega     | 2–0 |

| Amonestado | 26' | Moussa Marega   |
| Amonestado | 83' | Mohamed Kanno   |
| Amonestado | 84' | Matheus Pereira |

| Amonestado | 20' | Alex Grant     |
| Amonestado | 42' | Gwon Wan-gyu   |
| Amonestado | 53' | Jeon Min-gwang |
| Amonestado | 67' | Lim Sang-hyub  |

| Árbitro             | Mohammed Abdulla    |
| Árbitros asistentes | Mohamed Al-Hammadi  |
| Árbitros asistentes | Hasan Al-Mahri      |
| Cuarto árbitro      | Adel Al-Naqbi       |
| Quinto árbitro      | Ahmed Al-Rashdi     |
| VAR                 | Ammar Al-Jneibi     |
| Adicionales VAR     | Omar Mohamed Al-Ali |
| Adicionales VAR     | Hanna Hattab        |

| 1          | Guardameta     | Abdullah Al-Mayouf |       |
| 2          | Defensa        | Mohammed Al-Breik  |       |
| 20         | Defensa        | Jang Hyun-soo      |       |
| 32         | Defensa        | Muteb Al-Mufarrij  |       |
| 16         | Defensa        | Nasser Al-Dawsari  |       |
| 28         | Centrocampista | Mohamed Kanno      | 90+4' |
| 7          | Centrocampista | Salman Al-Faraj    |       |
| 29         | Centrocampista | Salem Al-Dawsari   |       |
| 15         | Centrocampista | Matheus Pereira    |       |
| 17         | Centrocampista | Moussa Marega      |       |
| 18         | Delantero      | Bafétimbi Gomis    | 85'   |
| Entrenador | Entrenador     | Leonardo Jardim    |       |

| 21         | Guardameta     | Lee Jun         |     |
| 17         | Defensa        | Shin Kwang-hoon |     |
| 13         | Defensa        | Gwon Wan-gyu    |     |
| 2          | Defensa        | Alex Grant      |     |
| 10         | Defensa        | Kang Sang-woo   |     |
| 57         | Centrocampista | Lee Soo-bin     | 46' |
| 32         | Centrocampista | Park Seung-wook |     |
| 6          | Centrocampista | Sin Jin-ho      |     |
| 8          | Centrocampista | Mario Kvesić    | 46' |
| 77         | Centrocampista | Lim Sang-hyub   |     |
| 82         | Delantero      | Manuel Palacios |     |
| Entrenador | Entrenador     | Kim Gi-dong     |     |

| 12 | Defensa | Yasir Al-Shahrani | 85'   |
| 70 | Defensa | Mohammed Jahfali  | 90+4' |

| 4  | Defensa        | Jeon Min-gwang | 46'     |
| 79 | Centrocampista | Go Young-joon  | 46' 81' |
| 20 | Delantero      | Lee Ho-jae     | 81'     |

| Anotado | 1'  | Nasser Al-Dawsari | 1–0 |
| Anotado | 63' | Moussa Marega     | 2–0 |

| Amonestado | 26' | Moussa Marega   |
| Amonestado | 83' | Mohamed Kanno   |
| Amonestado | 84' | Matheus Pereira |

| Amonestado | 20' | Alex Grant     |
| Amonestado | 42' | Gwon Wan-gyu   |
| Amonestado | 53' | Jeon Min-gwang |
| Amonestado | 67' | Lim Sang-hyub  |

| Árbitro             | Mohammed Abdulla    |
| Árbitros asistentes | Mohamed Al-Hammadi  |
| Árbitros asistentes | Hasan Al-Mahri      |
| Cuarto árbitro      | Adel Al-Naqbi       |
| Quinto árbitro      | Ahmed Al-Rashdi     |
| VAR                 | Ammar Al-Jneibi     |
| Adicionales VAR     | Omar Mohamed Al-Ali |
| Adicionales VAR     | Hanna Hattab        |

|                                   |
| Bandera de Arabia Saudita         |
| Campeón Al-Hilal Saudí 4.º título |

## Máximos goleadores
Equipo eliminado
     El jugador no está en el equipo pero el equipo sigue activo para esta ronda
| N.° | Jugador             | Equipo                 | J1 | J2 | J3 | J4 | J5 | J6 | R16 | QF | SF | F | Total |
| --- | ------------------- | ---------------------- | -- | -- | -- | -- | -- | -- | --- | -- | -- | - | ----- |
| 1   | Michael Olunga      | Al-Duhail              | 1  | 1  | 3  | 2  | 1  | 1  |     |    |    |   | 9     |
| 2   | Gustavo             | Jeonbuk Hyundai Motors | 1  |    | 4  | 1  |    | 1  | 1   |    |    |   | 8     |
| 3   | Modou Barrow        | Jeonbuk Hyundai Motors |    |    | 3  | 1  | 1  | 1  |     |    |    |   | 6     |
| 3   | Edgar               | Daegu FC               |    | 1  | 2  |    | 1  | 1  | 1   |    |    |   | 6     |
| 3   | Leandro Damião      | Kawasaki Frontale      | 2  |    | 1  |    | 3  |    |     |    |    |   | 6     |
| 3   | Bafétimbi Gomis     | Al Hilal               |    | 1  |    | 1  | 1  |    | 1   | 2  |    |   | 6     |
| 3   | Patric              | Gamba Osaka            | 1  | 2  |    |    | 2  | 1  |     |    |    |   | 6     |
| 8   | Cheick Diabaté      | Esteghlal              | 1  | 1  | 1  | 1  |    | 1  |     |    |    |   | 5     |
| 8   | Cesinha             | Daegu FC               | 1  | 1  | 2  |    |    |    | 1   |    |    |   | 5     |
| 8   | Abderazak Hamdallah | Al-Nassr               |    | 1  |    | 1  | 1  | 1  |     | 1  |    |   | 5     |

Nota: Los goles marcados en las eliminatorias no se tienen en cuenta para determinar el máximo goleador (Artículo 64.4 del Reglamento).